# 波尔多
波尔多（法語發音：[bɔʁdo] ⓘ），法国西南部城市，新阿基坦大区的首府，吉伦特省的一个市镇，也是该省的省会和人口最多的城市，下辖波尔多区。波尔多市镇面积为49.36平方公里，2022年1月1日人口数量为265,328人，是法国人口数量第九多的市镇。以波尔多为核心建立的城市共同体的人口数量则超过78万，后者自2015年起由城市公共社区晋升为都会区。
波尔多位于加龙河下游，距离首都巴黎大约500公里，是法国艺术与历史之城，自罗马时期起成为这一地区的政治中心，波尔多在近代黑奴及葡萄酒贸易中获得了大量财富，成为了法国典型的工商业资产阶级城市之一。2007年，波尔多月亮港被列入世界文化遗产名录。
波尔多因葡萄酒而闻名，被誉为“世界葡萄酒之都”，波尔多周边包括9个葡萄酒产区，其中位于加龙河右岸的圣埃米利永酒庄是世界上首个葡萄酒非物质文化遗产。波尔多也是法国的重要旅游中转站，是由巴黎前往巴斯克地区的必经之路，同时该市也因境内的多处历史建筑以及同名足球队而闻名。

## 地名
“波尔多”一名来源于古典时期建于此处的都城“布尔迪加拉”，由比图里格维维斯克人建立，意为“低洼的地方”。法国大革命期间，波尔多曾被改革派更名为“富兰克林市镇”（Commune-Franklin）。
的加斯科涅语及奥克语写法均为“Bordèu”。

## 历史

### 古典时期

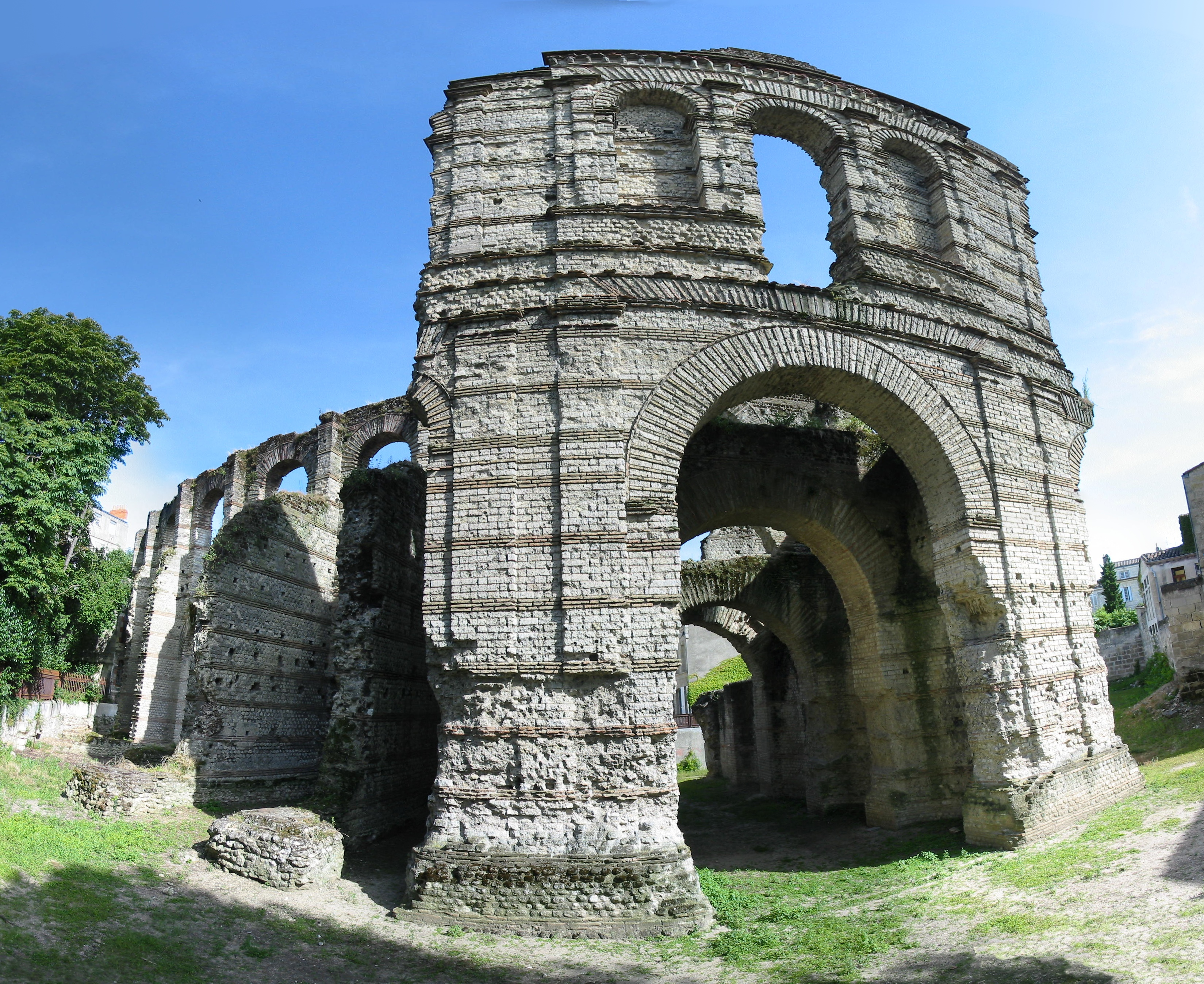
高卢宫殿

波尔多的建城史是从加龙河左岸开始的。高卢战争期间，凯尔特人的一支——比图里格人由其发祥地贝里向西南迁徙，形成了新的部落——维维斯克，其都城位于加龙河畔，名为“布尔迪加拉”，核心位于今波尔多市区的喜剧广场附近。其“维维斯克”一名来源于古高卢语单词“Vivisci”，意为“交通要道”。公元前52年，随着维钦托利在阿莱西亚之战中败北，罗马人攻占了维维斯克，布尔迪加拉因其地理位置优越且可以直面当时尚未被攻克的桑通人而受到了罗马人的重视。公元前15年，布尔迪加拉已扩张至德韦兹河和珀格河附近，农业与手工业都有了较为明显的发展。
尽管罗马人的入侵加快了布尔迪加拉的建设，但当地居民在穿着、食物、语言、生活用品等方面保留了较多的高卢文化。在古希腊地理学家斯特拉波在其著作《地理学》当中却对布尔迪加拉有过如下描述：
|                        | 在罗马人的侵略下，移民而来的维维斯克人反而成为了当地唯一的土著居民，正是他们修建了布尔迪加拉 |
| ——斯特拉波，《地理学》 |                                                                                              |

公元前13年，罗马大帝奥古斯都将这一地区设为高卢-阿基坦行省，该行省幅员辽阔，北至卢瓦尔河，南抵比利牛斯山，是高卢地区仅有的三个罗马帝国行省之一。布尔迪加拉成为行省的中心城市。公元二至三世纪，布尔迪加拉的城市获得快速发展，其面积扩大至24公顷，城内街道呈棋盘状分布，出现了南北向的和东西向的两条大道，并建起了高卢宫殿（又名“大歌剧院”）、斗兽场、引水渠等设施，这一过程被称为“奥古斯都化”（ville augustéenne），而布尔迪加拉也因此被称为“小罗马”，成为了帝国内最大的城市之一。
公元3世纪，随着罗马帝国的衰落，相对远离罗马城的高卢地区出现了较多的叛乱，并独立成为了高卢帝国。泰特里库斯一世曾将帝国首都迁至于布尔迪加拉，但最终于公元273年被罗马皇帝奥勒良收复。
公元276年，布尔迪加拉受到不明蛮族的侵略，城市被严重破坏。从公元3世纪末开始，布尔迪加拉四周的城墙得到了加高和加固，当地诗人马格努斯·奥索尼乌斯曾描写到：
|                                             | 致我的城市……您那方正的城墙和碉楼高不可望，仿佛直插云霄 |
| ——马格努斯·奥索尼乌斯，Ordo Urbium nobilium |                                                        |

尽管如此，布尔迪加拉在此后仍不时遭到海盗入侵。公元5世纪初，阿陶尔夫带领的西哥特人多次入侵高卢南部的大西洋沿岸地区。在公元412年的一次侵略中，西哥特人占领了波尔多并放火烧毁了这座城市。不过，布尔加迪拉的商业港口的地位却不断被加固。到公元五世纪，这座城市已成为高卢-阿基坦行省内最大的城市之一，和布尔日齐名，也成为了整个西欧的重要商业口岸之一。

### 中世纪

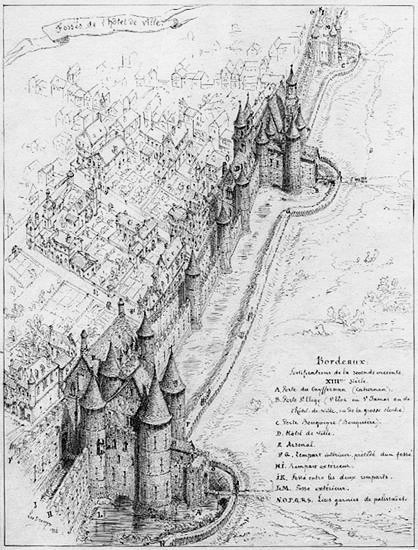
公元13世纪时的波尔多城墙

中世纪初，比利牛斯山西部地区逐渐形成了一个新的民族—瓦斯孔人，其土地向北扩张，成为了瓦斯科尼，包括了今朗德省和大西洋岸比利牛斯省的大部分地区。公元507年，克洛维一世率军将西哥特人驱赶至比利牛斯山以南的地方；同时，为了加强对瓦斯孔地区的管理，法兰克王国国王在公元7世纪初期设立了瓦斯科尼公国，后被阿基坦公国吞并。公元732年，阿拉伯人在波尔多与由厄德带领的阿基坦军队展开了激烈的战争，史称“波尔多战役”。阿拉伯人在战役中大胜，随后向北继续入侵，不过在同年的普瓦捷战役中被击退，最终退出了法兰西王国。
公元8世纪末，查理曼为了加强对这一地区的统治，将阿基坦公国和法国中部的一些区域整合建立了阿基坦王国，定都图卢兹。公元843年《凡尔登条约》签订后，阿基坦王国逐渐成为了西法兰克王国的一部分。
公元9世纪中叶至10世纪初，阿基坦地区多次遭到了维京人或诺曼人的入侵，其中波尔多在844年和855年两次被烧毁，而驻扎于此的主教于876年放弃了其座堂，前往布尔日避难。
公元10世纪末，阿基坦地区逐渐恢复了平静。1052年，教宗乌尔班二世祝圣波尔多圣安德烈大教堂。1137年，该教堂见证了阿基坦的埃莉诺与法兰西国王亨利七世之间的婚礼，但该婚姻在1152年被宣布无效。1154年，阿基坦的埃莉诺与金雀花王朝创立者亨利二世联姻，阿基坦公国至此成为英国王室的一部分，并持续至英法百年战争结束。其间，波尔多因相对温暖的气候条件而吸引了大批英格兰贵族来此定居，其附近开始大量种植葡萄，同时，执政者通过整治加龙河河道，开辟了前往上游凯尔西产区的内河航线，波尔多逐渐发展成为了一个重要的葡萄酒贸易港口。
1259年，为了解决卡佩王朝与金雀花王朝之间的争议，法兰西国王路易九世和英格兰国王亨利三世签订了《巴黎条约》，同意英国保留部分在阿基坦的宗主权，但其实际则另成立为吉耶讷行省，省会仍为波尔多，属于法兰西王国。不过，该条约并没有满足亨利三世的贪欲，反而引发了新的争端，成为了英法百年战争的导火索之一。1453年，卡斯蒂永战役结束后，英国人完全撤离了阿基坦地区，法兰西国王查理七世在波尔多城内修建了勒阿城堡，成为了当地的标志性建筑；其子路易十一于1462年建立了波尔多地方议会，成为了整个阿基坦地区的司法中心。
16世纪初期，随着葡萄酒酿制与工商业的发展，波尔多已发展成为西欧最大的港口之一，其航线北通佛兰德，南连西班牙，同时也是前往新大陸的重要起航点。波尔多北侧的桑通日地区是重要的产盐区，但包括波尔多在内的整个法兰西王国都长期被要求征收与盐相关的加贝尔税，此举愈发引起了当地商人的不满。1548年8月，波尔多爆发了针对王权的加贝尔斗争，但最终以失败结束。法国宗教战争其间，波尔多市内的发生了多起针对新教徒的攻击，其中1572年10月3日的一次屠杀中约有200至300名新教徒遇害。1581至1585年间，法国哲学家米歇爾·德·蒙田担任波尔多市长职务，其间，他提出在吉伦特河口处修建航海灯塔以方便船只往来，但这一计划直到其逝世后才开始实施。

### 近代

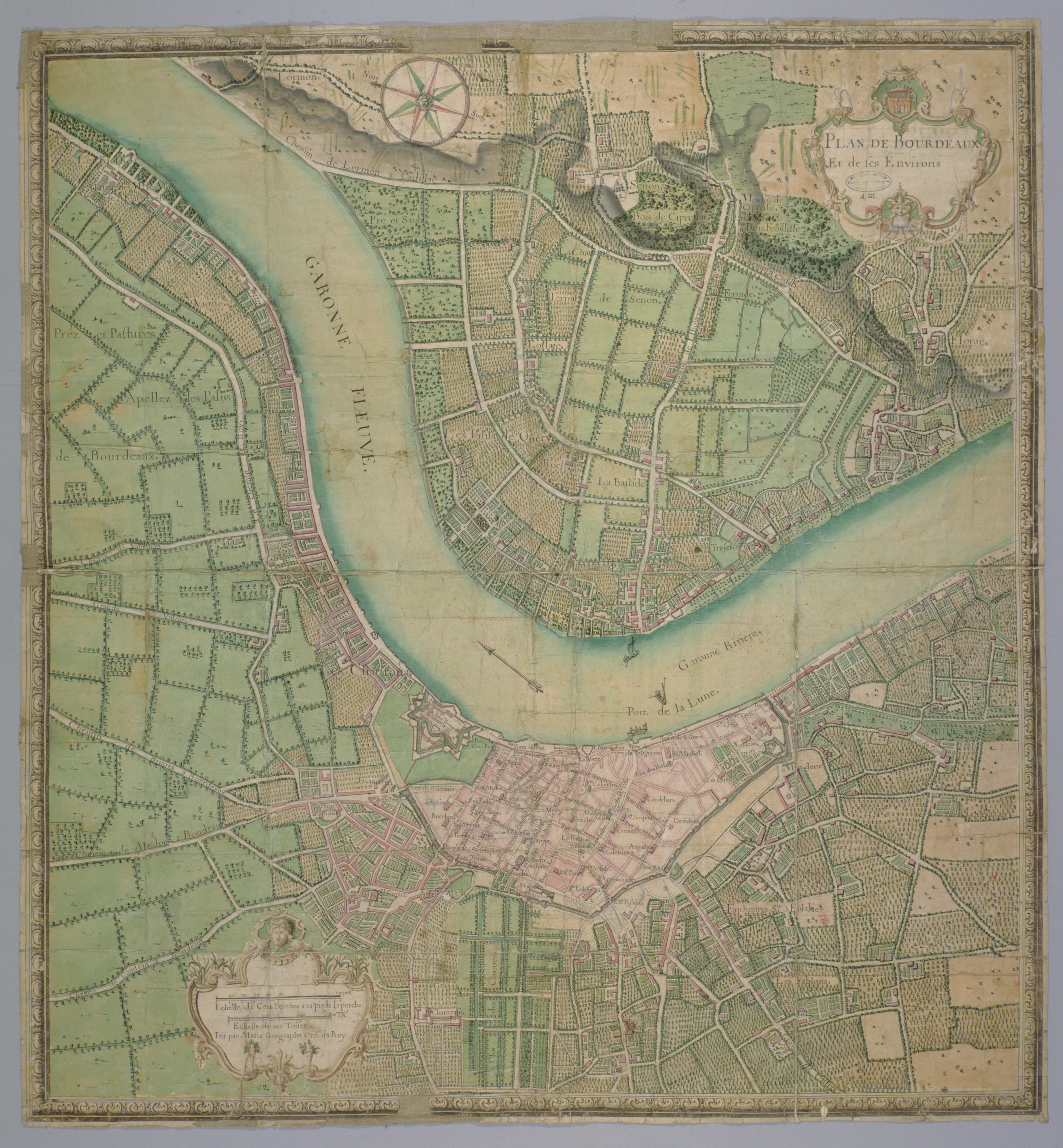
1717年波尔多地图

1697年9月20日，法兰西王国和奧格斯堡同盟签署《雷斯威克條約》，西班牙岛西部（今海地）归属法国，此举促进了法国航海业的发展，也使得波尔多成为了法国本土与该岛之间重要的口岸。商业的繁荣带来了城市的快速发展，18世纪在波尔多历史上被称为“黄金年代”（L'âge d'or），学堂、报社、市场等大批市政设施得以修建，同时黑奴贸易也构建了非洲－欧洲－美洲之间的市场体系，使得波尔多从中获得了巨大的财富。至1783年，波尔多的黑奴年交易量超过40万，是当时波尔多本地居民数量的数倍。此后，美國獨立戰爭爆发，法国失去北美大片殖民地，波尔多的黑奴贸易史至此基本结束，但大量的资本积累使得波尔多在法国境内获得了重要的政治话语权。
法国大革命后，波尔多所在的区域成为吉伦特省，以吉伦特河口命名，波尔多成为省会。其间，当地的资本家自发的组建了吉伦特派，代表新兴工商业者的利益，主张积极外交并对外扩张，成为了法国当时主要的激进党派，但在后来的恐怖主义中失败。
19世纪初，波尔多市区北部修建了梅花广场，成为了波尔多的重要地标之一，并以该广场为中心形成了大片新的街区。加龙河上也修建了第一座跨河的——皮埃尔桥。至19世纪中叶，随着工业革命的发展，波尔多出现了多个工业部门。七月王朝期间，当地的资本家反对专制，支持奥尔良主义，被普遍认为是法蘭西第二共和國建立的有力推动者。
19世纪中叶，波尔多附近的葡萄园出现严重的霜霉病和根瘤蚜害，严重影响了当地的葡萄酒生产。法国植物学家亚历克西·米亚尔代通过在波尔多附近的酒庄走访，偶然发现了对抗葡萄病害的液体，被称为波尔多液。该液体的推广应用再次提升了波尔多地区葡萄酒产量。

### 现代

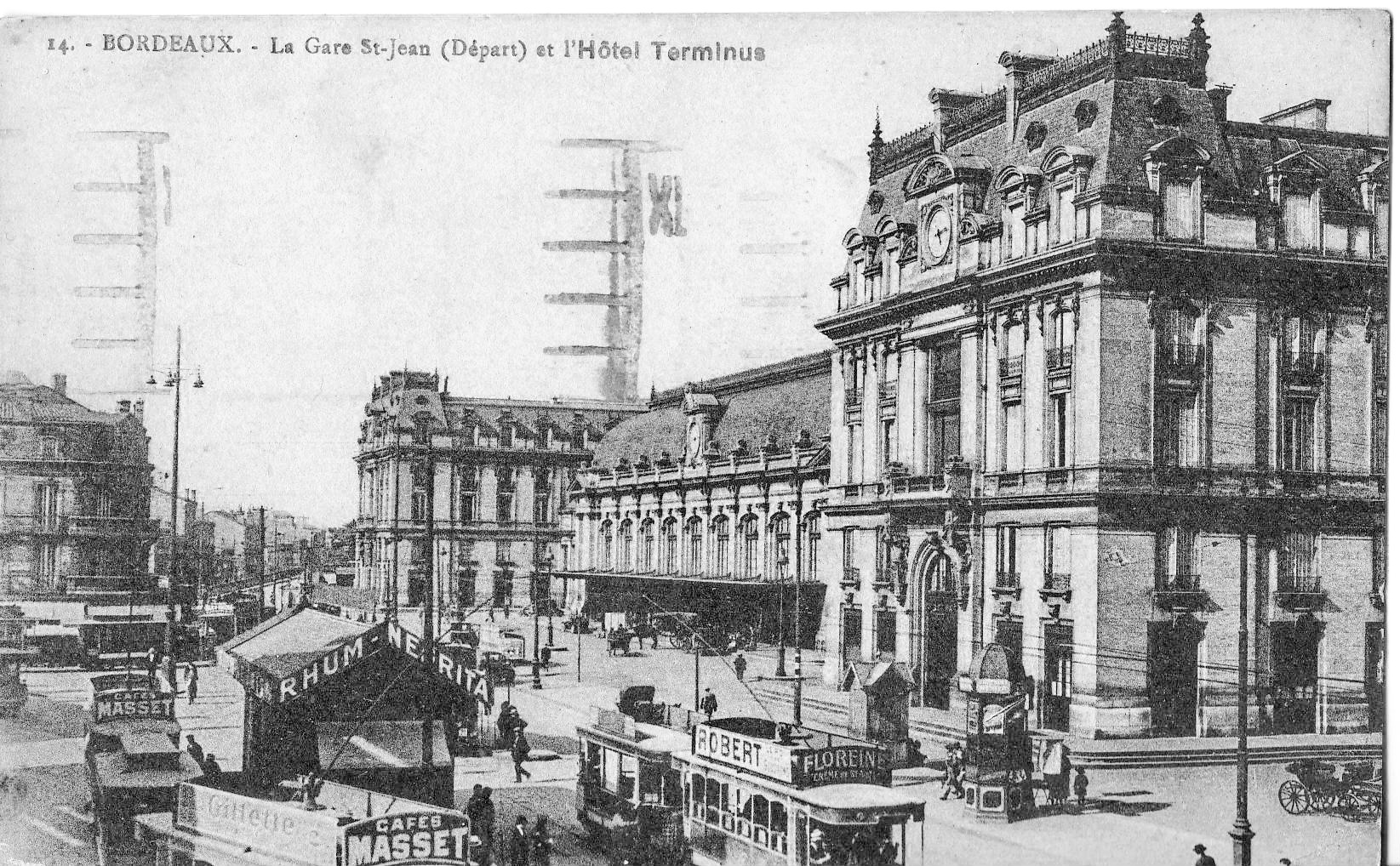
20世纪初的波尔多圣让火车站

第一次世界大战初期，巴黎受到德军威胁，勒内·维维亚尼于1914年9月2日将法国政府临时搬迁至波尔多市内，后于同年11月迁回巴黎。两战期间，时任波尔多市长阿德里安·马尔凯推行《马尔凯计划》，在波尔多市内修建了大批现代化建筑，包括劳工保障局、瑞达伊克游泳池、莱屈尔球场等，并在城市规划中推广波尔多艺术装饰概念。第二次世界大战期间，面对纳粹德国入侵，保罗·雷诺带领法国政府再次前往波尔多避难，其继任菲利普·贝当却选择投降，成为维希法国。1944年8月28日，波尔多解放。
1947至1995年间，法国政治家雅克·沙邦-戴尔马连续48年担任波尔多市长，是法国历史上任期最长的市长之一，他同时也担任过法国总理、法国国防部部长、法国国民议会会长等职务。1982年，吉伦特省与多尔多涅省、朗德省、洛特-加龙省和大西洋岸比利牛斯省共同组建成为阿基坦大区，波尔多成为大区首府；2016年1月1日，阿基坦大区与普瓦图-夏朗德大区及利穆赞大区合并组成新阿基坦大区，波尔多仍为首府。2003年，波尔多现代有轨电车投入商业运行；2017年7月1日，法國高速鐵路南歐大西洋線建成通车，巴黎与波尔多之间的高速列车运行时间由3个半小时缩短至2小时左右。

## 地理

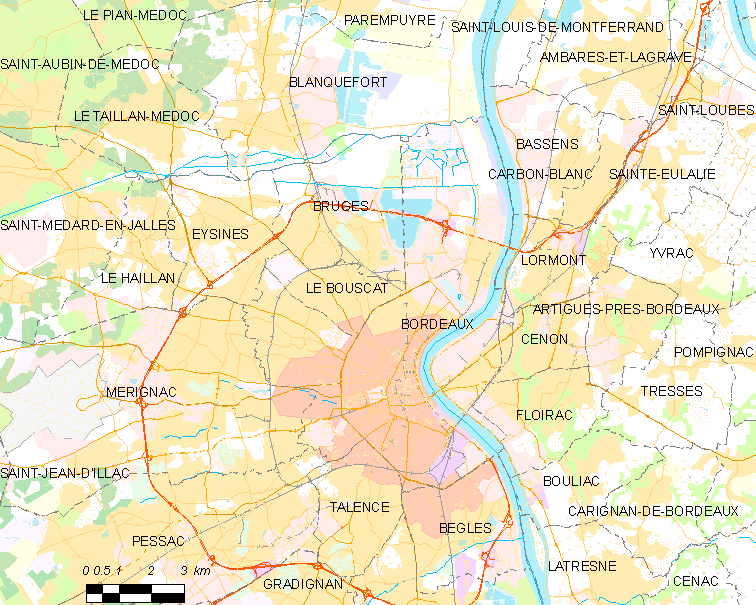
波尔多市镇范围地图

波尔多位于法国西南部，新阿基坦大区西部和吉伦特省的中北部，距离法国首都巴黎大约500公里。与波尔多接壤的市镇包括：布朗克福尔、塔朗斯、贝格勒、梅里尼亚克、佩薩克、巴桑斯、勒布斯卡、布鲁日、瑟农、埃西讷、弗卢瓦拉克、洛尔蒙。

### 地形
波尔多位于阿基坦盆地西部，加龙河下游的冲积平原腹地。波尔多市区地形平坦，而加龙河右岸与洛尔蒙、瑟农交界的地方则略有起伏，整个波尔多海拔在1至42米之间。

### 地质
波尔多市区坐落在加龙河下游冲击平原上，市区地表土层以软泥和黏土（argiles tourbeuses）为主；市区北部地区则多有砂质土壤。

### 水文

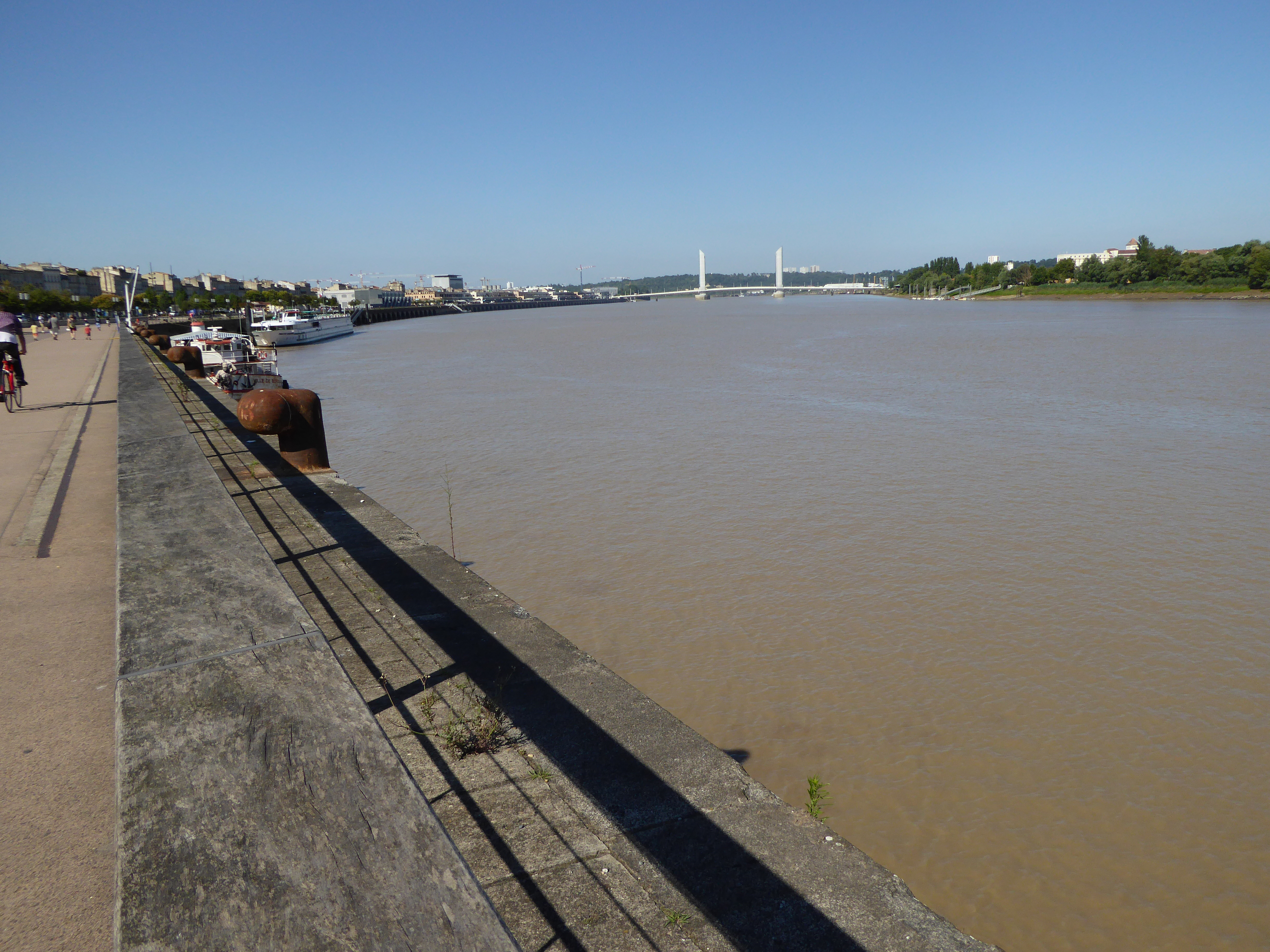
流经波尔多市区的加龙河

波尔多位于加龙河畔，该河是法国五大河流之一，其波尔多段平均宽度在300米以上，水流较缓，且因距离入海口较近，有潮汐现象发生。加龙河的两条一级支流德韦兹河和珀格河自东向西流经波尔多老城区，水量较少，大部分河段被地面建筑物覆盖。

### 植被
波尔多属于温带阔叶混交林，当地常见树木包括悬铃木、桦树、橡树等。波尔多市区内的主要绿地包括波尔多公园、波尔多公共花园和加龙河右岸的当归公园（Parc aux Angéliques）。
在鲜花城市的评比中，波尔多被评为3星级鲜花城市。

### 气候
波尔多属于带有地中海气候特征的温带海洋性气候。因波尔多纬度偏低，平均气温高于同类型地理位置的温带地区，且夏季降水量略少于冬季。
波尔多西北郊的梅里尼亚克境内设有气象站，以下为该气象站的数据：
| 梅里尼亚克1981年－2019年 | 梅里尼亚克1981年－2019年 | 梅里尼亚克1981年－2019年 | 梅里尼亚克1981年－2019年 | 梅里尼亚克1981年－2019年 | 梅里尼亚克1981年－2019年 | 梅里尼亚克1981年－2019年 | 梅里尼亚克1981年－2019年 | 梅里尼亚克1981年－2019年 | 梅里尼亚克1981年－2019年 | 梅里尼亚克1981年－2019年 | 梅里尼亚克1981年－2019年 | 梅里尼亚克1981年－2019年 | 梅里尼亚克1981年－2019年 |
| 月份                     | 1月                      | 2月                      | 3月                      | 4月                      | 5月                      | 6月                      | 7月                      | 8月                      | 9月                      | 10月                     | 11月                     | 12月                     | 全年                     |
| ------------------------ | ------------------------ | ------------------------ | ------------------------ | ------------------------ | ------------------------ | ------------------------ | ------------------------ | ------------------------ | ------------------------ | ------------------------ | ------------------------ | ------------------------ | ------------------------ |
| 历史最高温 °C（°F）      | 20.2 (68.4)              | 26.2 (79.2)              | 27.7 (81.9)              | 31.1 (88.0)              | 35.4 (95.7)              | 39.2 (102.6)             | 41.2 (106.2)             | 40.7 (105.3)             | 37.6 (99.7)              | 32.2 (90.0)              | 26.7 (80.1)              | 22.5 (72.5)              | 41.2 (106.2)             |
| 平均高温 °C（°F）        | 10.1 (50.2)              | 11.7 (53.1)              | 15.1 (59.2)              | 17.3 (63.1)              | 21.2 (70.2)              | 24.5 (76.1)              | 26.9 (80.4)              | 27.1 (80.8)              | 24 (75)                  | 19.4 (66.9)              | 13.7 (56.7)              | 10.5 (50.9)              | 18.5 (65.3)              |
| 日均气温 °C（°F）        | 6.6 (43.9)               | 7.5 (45.5)               | 10.2 (50.4)              | 12.3 (54.1)              | 16.1 (61.0)              | 19.3 (66.7)              | 21.3 (70.3)              | 21.4 (70.5)              | 18.5 (65.3)              | 14.9 (58.8)              | 9.9 (49.8)               | 7.2 (45.0)               | 13.8 (56.8)              |
| 平均低温 °C（°F）        | 3.1 (37.6)               | 3.3 (37.9)               | 5.4 (41.7)               | 7.4 (45.3)               | 11 (52)                  | 14.1 (57.4)              | 15.8 (60.4)              | 15.7 (60.3)              | 12.9 (55.2)              | 10.4 (50.7)              | 6.1 (43.0)               | 3.8 (38.8)               | 9.1 (48.4)               |
| 历史最低温 °C（°F）      | −16.4 (2.5)              | −15.2 (4.6)              | −9.9 (14.2)              | −5.3 (22.5)              | −1.8 (28.8)              | 2.5 (36.5)               | 4.8 (40.6)               | 1.5 (34.7)               | −1.8 (28.8)              | −5.3 (22.5)              | −12.3 (9.9)              | −13.4 (7.9)              | −16.4 (2.5)              |
| 平均降水量 mm（）        | 87.3 (3.44)              | 71.7 (2.82)              | 65.3 (2.57)              | 78.2 (3.08)              | 80 (3.1)                 | 62.2 (2.45)              | 49.9 (1.96)              | 56 (2.2)                 | 84.3 (3.32)              | 93.3 (3.67)              | 110.2 (4.34)             | 105.7 (4.16)             | 944.1 (37.17)            |
| 月均日照時數             | 96                       | 114.9                    | 169.7                    | 182.1                    | 217.4                    | 238.7                    | 248.5                    | 242.3                    | 202.7                    | 147.2                    | 94.4                     | 81.8                     | 2,035.7                  |
| 来源：infoclimat.fr      |                          |                          |                          |                          |                          |                          |                          |                          |                          |                          |                          |                          |                          |

## 行政区划
波尔多是法国新阿基坦大区吉伦特省的一个市镇，编号为33063，它也是吉伦特省的省会。波尔多下辖波尔多区，在省级行政选举中被划为6个县，按照阿拉伯数字排序，同时波尔多也是波尔多都会区的办公驻地。
在2015年以前，波尔多是波尔多第一、第二、第三、第四、第五、第六、第七和第八共8个县的行政中心。根据法国2014年出台的县级行政区划改革方案，自2015年1月1日起，波尔多所辖的八个县被重新整合为五个，仍按照编号命名，仅保留省级行政选举功能，且不再隶属于波尔多区。
在市政管理方面，波尔多市区被划分为8个街区，均实行街区代表制度，代表负责收集该区域内的居民意见，并定期向上级反馈，旨在促进波尔多市民对日常市政事物的参与，同时搭建一个连接市长和市民的信息沟通渠道。
法国国家统计与经济研究所（简称）在进行数据统计时，将波尔多及周边另外64个市镇设为波尔多城市核心区，并将包括核心区在内的附近共251个市镇划为波尔多城市区。自2020年起，波尔多城市区被包含275个市镇的波尔多城市辐射区代替。此外，还将波尔多市镇分为了88个“块区”，以便于统计人口分布情况。
| 波尔多行政区划 | 波尔多行政区划 | 波尔多行政区划 | 波尔多行政区划      | 波尔多行政区划 | 波尔多行政区划 | 波尔多行政区划 |
| --- | -------------- | -------------- | ------------------- | -------------- | -------------- | -------------- |
| 滨海波尔多 沙特龙-大园 · -公共花园 波尔多中心 科代朗 圣奥古斯丁-托赞 · -阿方斯·迪珀 楠苏蒂- · 圣热内斯 南波尔多 河东新城 · （拉巴斯蒂德） |                |                |                     |                |                |                |
| 街区名称* | 街区原名       | 所含块区数量   | 人口数量 （2014年） |                |                |                |
| 滨海波尔多 |                | 9              | 23,640              |                |                |                |
| 沙特龙-大园-公共花园 |                | 12             | 31,918              |                |                |                |
| 波尔多中心 |                | 14             | 36,145              |                |                |                |
| 科代朗 |                | 15             | 40,383              |                |                |                |
| 圣奥古斯丁-托赞-阿方斯·迪珀 |                | 9              | 28,111              |                |                |                |
| 楠苏蒂-圣热内斯 |                | 9              | 23,971              |                |                |                |
| 南波尔多 |                | 15             | 41,378              |                |                |                |
| 河东新城 （拉巴斯蒂德） |                | 5              | 15,742              |                |                |                |
| *中文名称非官方正式翻译，仅供参考 |                |                |                     |                |                |                |

## 交通

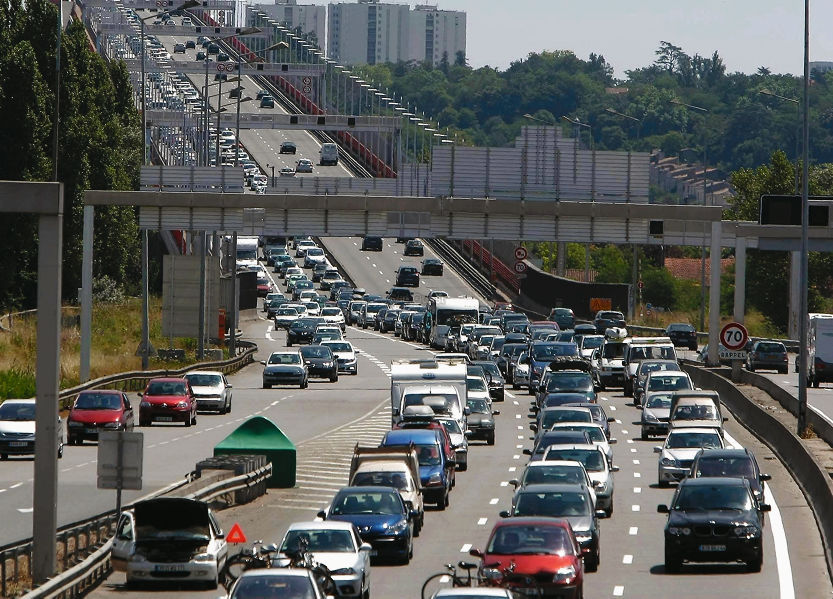
波尔多绕城高速公路上的车流

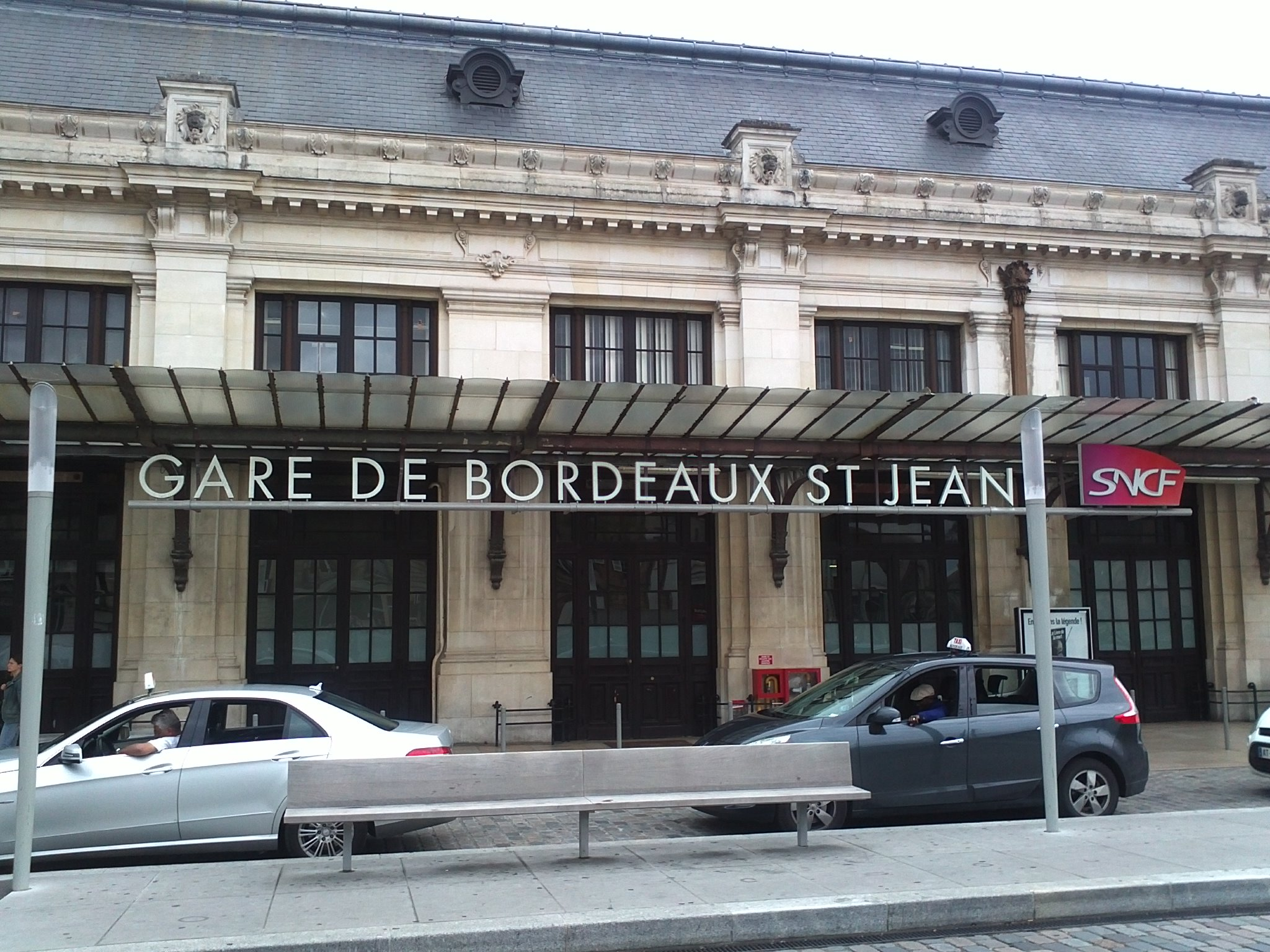
波尔多圣让火车站

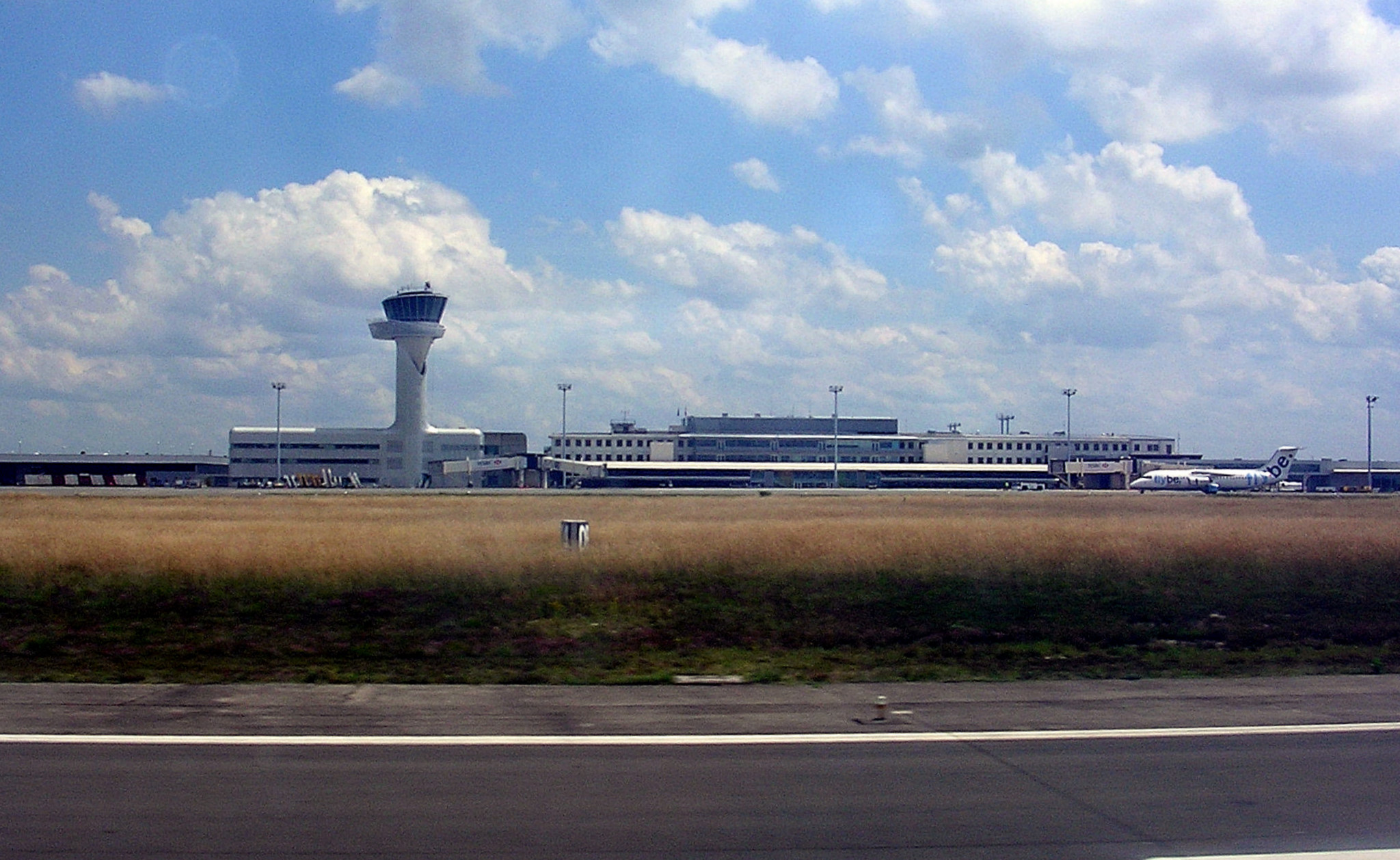
波尔多-梅里尼亚克机场

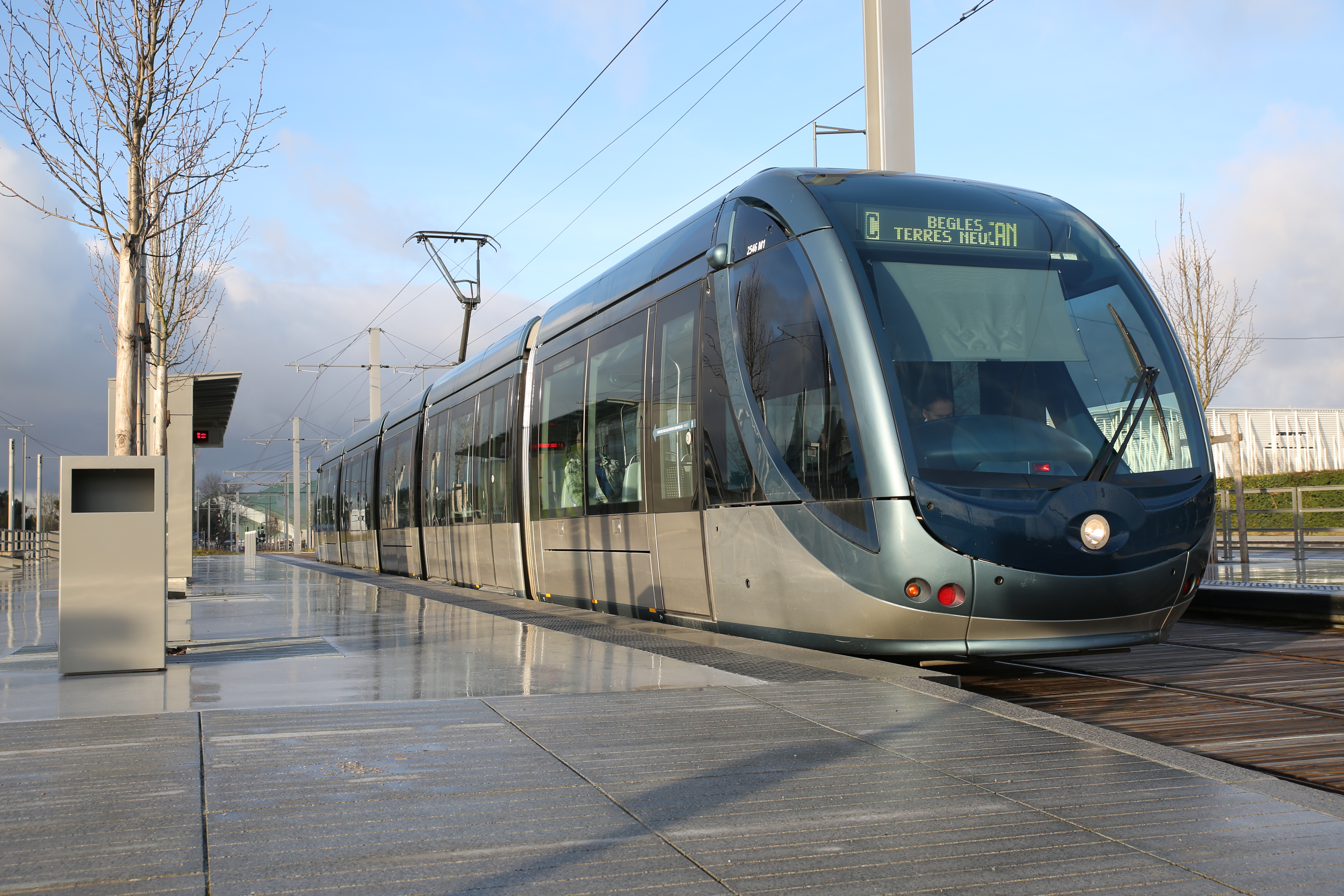
波尔多有轨电车

### 公路
波尔多是法国西南部重要的公路交通枢纽，A10、A62、A63、A89以及波尔多绕城五条高速公路经过波尔多，另有法国国道N10线、N89线和十余条吉伦特省省道在此交汇。
吉伦特省城际客运，商业名称为，负责提供连接波尔多和周边省内主要市镇的大巴车线路。波尔多长途汽车站位于圣让火车站附近，一些国际性的长途汽车公司则提供由波尔多前往法国乃至欧洲各地的长途客车线路，其中前往克莱蒙费朗和里昂方向的线路因为其沿途没有直达火车而获得了较高的上座率。
2015年，57%的波尔多居民拥有至少一辆私人汽车。波尔多市区内设有多处付费停车场，其中位于圣让火车站的地下停车场每小时收费7欧元，是当地停车费最高的停车场。波尔多市政府则为本地居民提供停车卡（Pass 52），以方便其就近免费泊车。2016年，波尔多市区内共发生交通事故471起，共造成10人遇难，53人重伤，503人轻伤。

### 铁路
波尔多的第一条铁路建成于1852年，由当时总部位于波尔多的法国南方-加龙河沿岸运河铁路公司运营，其起点为“波尔多南方火车站”（Gare de Bordeaux-Midi，即今圣让火车站），该公司所运营的前往塞特方向的铁路由加龙河左岸的圣让火车站出发，使得波尔多在19世纪中叶一度成为了法国南方铁路计量原点。而前往北方的铁路则终于加龙河右岸的巴斯蒂德火车站，彼时为巴黎－波尔多铁路的终点，由巴黎-奥尔良铁路公司运营，故又名“波尔多-奥尔良火车站”（Gare de Bordeaux-Orléans）。1860年，随着横跨加龙河的埃菲尔铁路桥建成通车，南北两个方向的铁路在波尔多得以贯通，波尔多也由此成为了法国重要的铁路枢纽之一。截止2019年9月，在波尔多交汇的铁路包括法国高速铁路南欧大西洋线、巴黎－波尔多铁路、沙特尔－波尔多铁路、波尔多－塞特铁路、波尔多－伊伦铁路及波尔多环城铁路。
波尔多圣让火车站是波尔多市镇范围内唯一的客运铁路车站，该站每天开行前往巴黎、里尔、斯特拉斯堡、图卢兹、塔布等方向的高速列车，前往马赛和南特方向的城际列车，以及前往佩里格、利摩日、昂古莱姆、蒙德马桑、阿让、萨拉拉卡内达以及拉普安特德格拉夫方向的区域列车。2017年，波尔多圣让火车站共发送旅客1359.4万人次。

### 航空
波尔多-梅里尼亚克机场位于波尔多市区西北郊的梅里尼亚克境内，该机场开行前往132个目的地的航线，法航、瑞安、易捷和维罗提四个航空公司将该机场作为航空站，同时该机场也是法国空军106号基地所在地。2018年，该机场发送旅客680万人次，比上一年增长了9.3%，是法国本土的第八大机场。

### 城市公共交通
波尔多最初的城市公共交通方式为19世纪初出现的早期有轨电车，后因线路老化和私家车的增长而于1958年被拆除。20世纪80年代时，波尔多曾提出修建VAL地铁，但因造价过高和地质原因而未被采用。1989年，波尔多曾投放双铰链式公共汽车，成为法国唯一一座将该类型公共汽车投入商业运营的城市，但后期因实际操作系统过于复杂而放弃。
现代波尔多城市公共交通由波尔多都会区负责管理，自2009年起由凯奥雷斯-波尔多大都会负责运营。截止2020年11月，波尔多城市公共交通共包括3条有轨电车线路和78条公共汽车线路。其中现代波尔多有轨电车建于2003年，总长度达77.3公里，2017年，该线路网共搭载旅客9,677万人次。最新的一条线路（D线）于2019年12月投入商业运营。

## 政治

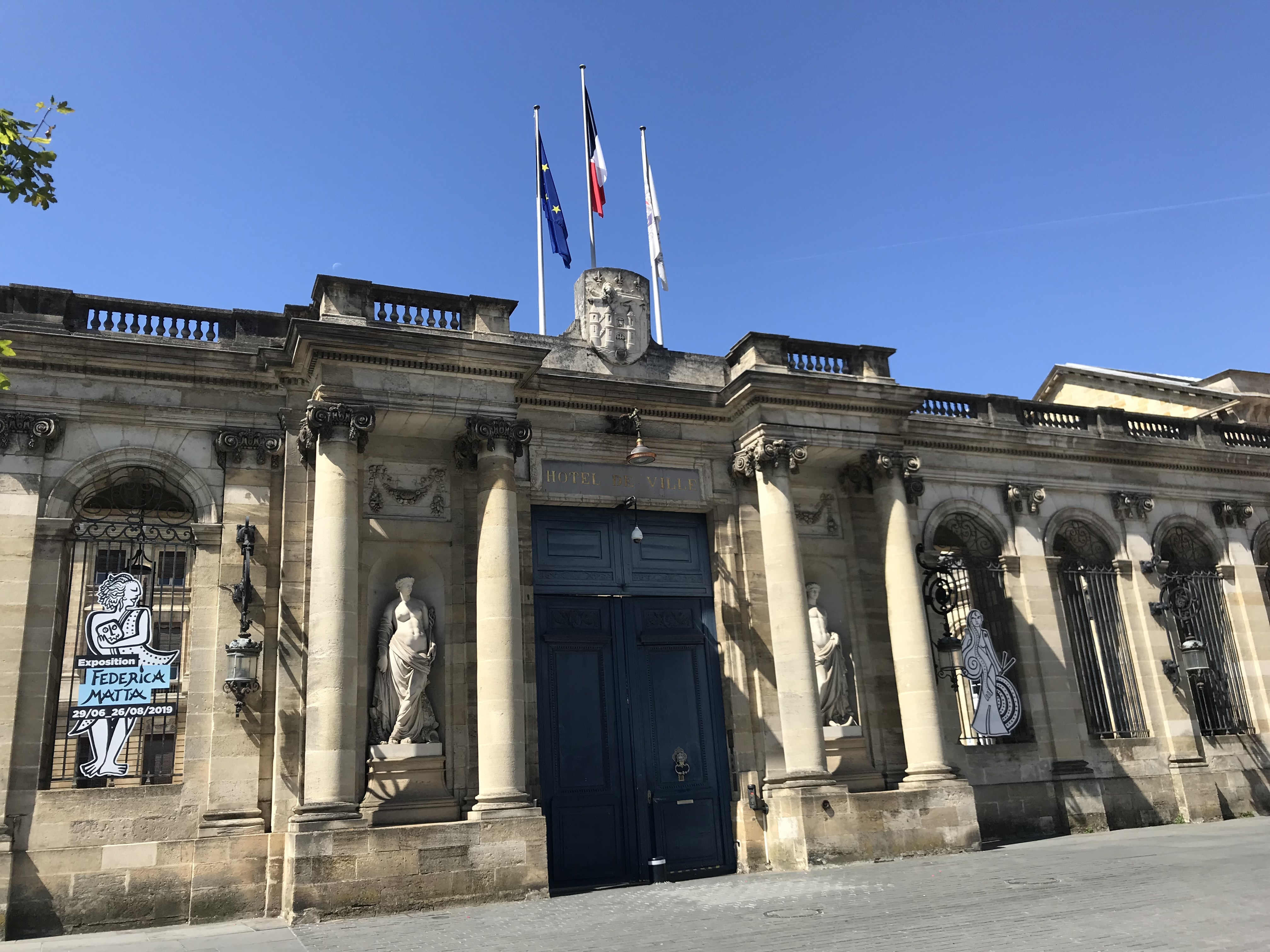
波尔多市政厅

### 市政内阁
| 2020年波尔多市政内阁组成                | 2020年波尔多市政内阁组成 | 2020年波尔多市政内阁组成                                                          | 2020年波尔多市政内阁组成 | 2020年波尔多市政内阁组成 | 2020年波尔多市政内阁组成 | 2020年波尔多市政内阁组成 | 2020年波尔多市政内阁组成 | 2020年波尔多市政内阁组成 | 2020年波尔多市政内阁组成 |
| --------------------------------------- | ------------------------ | --------------------------------------------------------------------------------- | ------------------------ | ------------------------ | ------------------------ | ------------------------ | ------------------------ | ------------------------ | ------------------------ |
|                                         |                          |                                                                                   |                          |                          |                          |                          |                          |                          |                          |
| 代表                                    | 代表                     | 党派                                                                              | 首领选举                 | 首领选举                 | 第二轮选举               | 第二轮选举               | 席位                     | 席位                     |                          |
| 代表                                    | 代表                     | 党派                                                                              | 票数                     | %                        | 票数                     | %                        | 市镇                     | 都会区                   |                          |
|                                         | 皮埃尔·于尔米克          | EÉLV欧洲生态-绿党 PS社会党 PCF法国共产党 PRG左派激進黨 GS世代·s ND新政 PP公共席位 | 18894                    | 34.38                    | 26509                    | 46.48                    | 48                       | 26                       |                          |
| 口号：波尔多在呼吸（Bordeaux respire !）                  |                          |                                                                                   | 18894                    | 34.38                    | 26509                    | 46.48                    | 48                       | 26                       |                          |
|                                         | 尼古拉·弗洛里安          | LR共和黨 MRD改革者运动 MoDem民主运动 Agir行动 UDI民主人士和独立人士联盟           | 18990                    | 34,55                    | 25163                    | 44,12                    | 14                       | 8                        |                          |
| 口号：市政的大多数（Majorité municipale）                  |                          |                                                                                   | 18990                    | 34,55                    | 25163                    | 44,12                    | 14                       | 8                        |                          |
|                                         | 托马·卡泽纳夫            | LREM复兴                                                                          | 6976                     | 12.69                    | 25163                    | 44,12                    | 14                       | 8                        |                          |
| 口号：翻新波尔多（Renouveau Bordeaux）                    |                          |                                                                                   | 6976                     | 12.69                    | 25163                    | 44,12                    | 14                       | 8                        |                          |
|                                         | 菲利普·普图              | NPA新反资本主义党 FI不屈法国 DVG左翼无党派人士 Ensemble一起！                     | 6470                     | 11.77                    | 5357                     | 9.39                     | 3                        | 1                        |                          |
| 口号：斗争中的波尔多（Bordeaux en luttes）                |                          |                                                                                   | 6470                     | 11.77                    | 5357                     | 9.39                     | 3                        | 1                        |                          |
|                                         | 布吕诺·帕吕托（Bruno Paluteau）        | RN国民联盟                                                                        | 1794                     | 3.26                     |                          |                          |                          |                          |                          |
| 口号：清醒的波尔多人（Le réveil bordelais）                |                          |                                                                                   | 1794                     | 3.26                     |                          |                          |                          |                          |                          |
|                                         | 帕斯卡·雅尔蒂（Pascal Jarty）        | 無黨籍                                                                            | 686                      | 1.24                     |                          |                          |                          |                          |                          |
| 口号：为波尔多服务（Servir Bordeaux）                  |                          |                                                                                   | 686                      | 1.24                     |                          |                          |                          |                          |                          |
|                                         | 伊夫·西莫纳（Yves Simone）          | 無黨籍                                                                            | 527                      | 0.95                     |                          |                          |                          |                          |                          |
| 口号：跟随指定方向（Suivez le guide）                  |                          |                                                                                   | 527                      | 0.95                     |                          |                          |                          |                          |                          |
|                                         | 吉尔·加尔松（Gilles Garçon）          | UPR进步者联盟                                                                     | 365                      | 0.66                     |                          |                          |                          |                          |                          |
| 口号：波尔多人的时代（Le temps des bordelais）                |                          |                                                                                   | 365                      | 0.66                     |                          |                          |                          |                          |                          |
|                                         | 范尼·康达勒（Fanny Quandalle）          | LO工人斗争                                                                        | 249                      | 0.45                     |                          |                          |                          |                          |                          |
| 口号：工人斗争，听见劳动阶级的声音 （Lutte ouvrière – Faire entendre le camp des travailleurs） |                          |                                                                                   | 249                      | 0.45                     |                          |                          |                          |                          |                          |
|                                         |                          |                                                                                   |                          |                          |                          |                          |                          |                          |                          |
| 有效票数                                | 有效票数                 | 有效票数                                                                          | 54951                    | 98.45                    | 57029                    | 98.32                    |                          |                          |                          |
| 空白票                                  | 空白票                   | 空白票                                                                            | 308                      | 0.55                     | 545                      | 0.94                     |                          |                          |                          |
| 弃权票                                  | 弃权票                   | 弃权票                                                                            | 559                      | 1.00                     | 428                      | 0.74                     |                          |                          |                          |
| 合计                                    | 合计                     | 合计                                                                              | 55818                    | 100                      | 58002                    | 100                      | 65                       | 35                       |                          |

### 市长列表
现任波尔多市长为皮埃尔·于尔米克先生，他是欧洲生态－绿党的一名成员，在2020年波尔多市政选举中获得了46.48%的支持率。
| 波尔多历届市长 |                  |                                   |
| 任期           | 市长             | 党派                              |
| 1947年－1995年 | 雅克·沙邦-戴尔马 | RPR保衛共和聯盟                   |
| 1995年－2004年 | 阿兰·朱佩        | RPR保衛共和聯盟 →UMP人民运动联盟  |
| 2004年－2006年 | 于格·马丁        | UMP人民运动联盟                   |
| 2006年－2019年 | 阿兰·朱佩        | UMP人民运动联盟 →LR共和黨 →無黨籍 |
| 2019年－2020年 | 尼古拉·弗洛里安  | LR共和黨                          |
| 2020年－       | 皮埃尔·于尔米克  | EÉLV欧洲生态-绿党                 |

### 各级选举
在2019年欧洲议会选举中，法国女议员纳塔莉·卢瓦索在波尔多获得了29.47%的支持率。
在2017年法国大选的第一轮和第二轮选举当中，法国现任总统马克龙在波尔多分别获得31.26%和85.92%的支持率，均居所有候选人首位。
在2015年法国大区选举中，阿兰·鲁塞在波尔多获得48.7%的支持率。

## 人口
2018年，波尔多市镇人口数量为257,068，在法国排名第9位。其中男性119,724人，女性134,712人，75岁及以上人口占5.9%，外籍人口数量为93,500人，人口密度为5,208人/平方公里，当地居民被称为（男性）或（女性）。2019年，波尔多境内出生3,334人，死亡人口1,812人。
| 年份   | 1936    | 1946    | 1954    | 1962    | 1968    | 1975    | 1982    | 1990    | 1999    | 2006    | 2011    | 2016    | 2018    |
| ------ | ------- | ------- | ------- | ------- | ------- | ------- | ------- | ------- | ------- | ------- | ------- | ------- | ------- |
| 人口數 | 258,348 | 253,751 | 257,946 | 249,688 | 266,662 | 223,131 | 208,159 | 210,336 | 215,363 | 232,260 | 239,399 | 252,040 | 257,068 |

## 经济

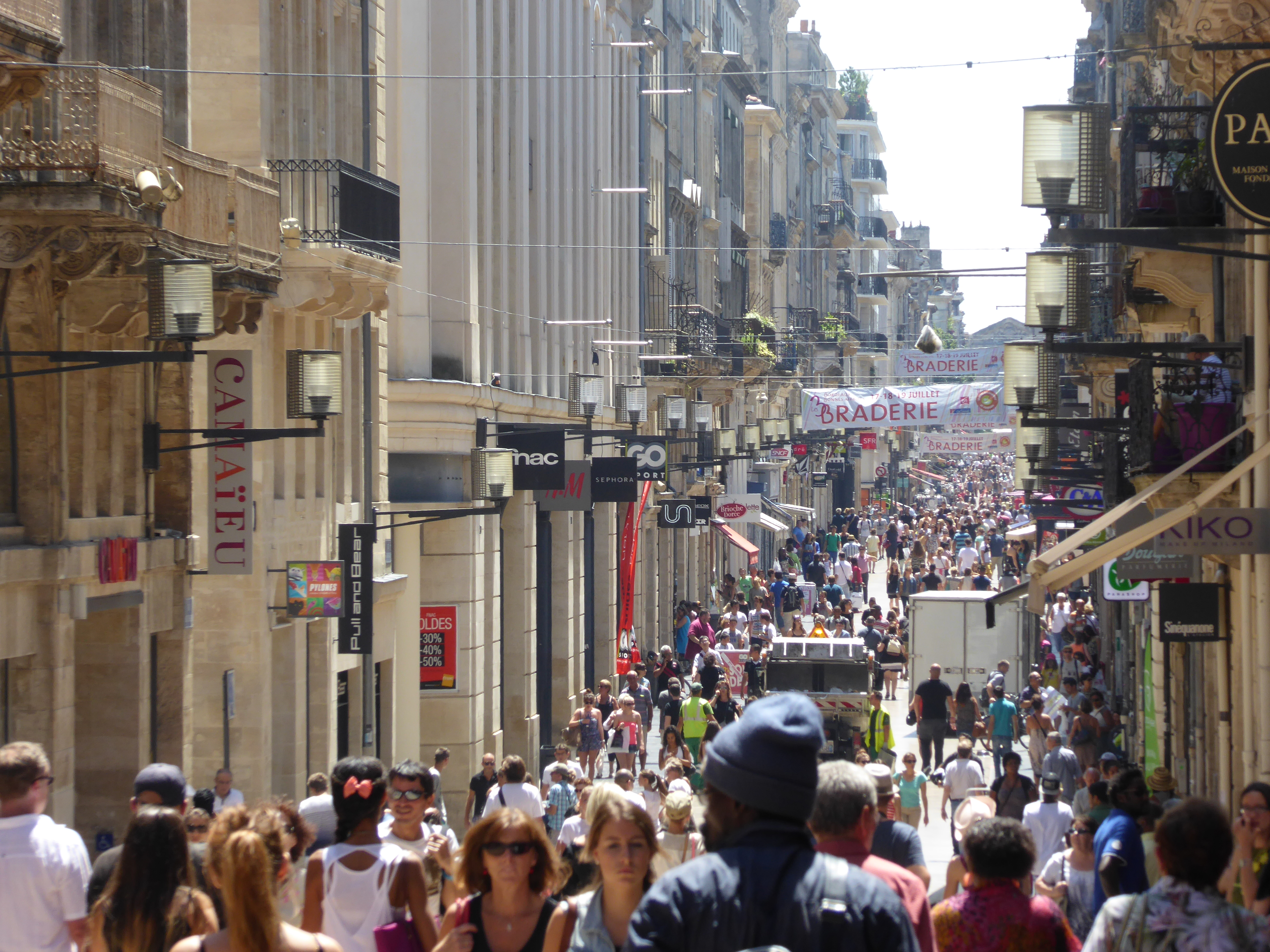
波尔多市中心的圣卡特琳商业街

波尔多是法国西南部重要的工商业城市，其经济发展事务由波尔多市政府直接负责协调和管理。截至2021年4月，当地共有各类用人单位69,633家，平均历史为13年，其中98.49%为中小型企业（PME）。Cdiscount（网络销售）、（进口商品销售）及（饮料销售）是当地2019年营业额最高的三个企业，分别为2,289,428,446欧元、1,253,258,351欧元和991,793,760欧元。

### 产业分布
在农业方面，波尔多地区地势平坦、水源充足，其光照和热量条件符合绝大多数温带农作物及部分亚热带作物的生长。截止2018年，波尔多所在的吉伦特省农业土地开发面积394平方公里，其中葡萄酒种植面积122平方公里，另有森林面积509平方公里。当地农业厅积极推广集约式农业生产以提高土地利用率，减少灌溉水源浪费。波尔多亦是法国重要的葡萄酒生产区域之一，各产区年葡萄酒销售量达850万瓶，销售额达13.3亿欧元，是当地主要的农业经济支柱。
在工业方面，波尔多是吉伦特省工商会所在地，当地主要工业生产部门包括航天、电子、食品加工、交通及通信设备等，相关就业岗位接近3万个。空客A380、泰雷兹、达索、阿丽亚娜、赛诺菲、米其林、保乐力加等多个跨国工业公司也在波尔多或附近地区设有分支机构或工厂。
在第三产业方面，波尔多是法国重要的科教中心城市，集中了大批高等院校及科研机构，其中波尔多综合理工研究院由6所高等院校共同创办，是法国国家级实验室之一。波尔多亦是法国重要的旅游城市，2018年，超过610万游客在波尔多市区度过了至少一个晚上。

### 财政收入
2019年，波尔多的财政收入总额为370,062,000欧元，财政支出总额为324,114,000欧元，当年的债务总额为252,258,000欧元。2020年，波尔多共获得36,169,781欧元的国家财政补助，比上一年减少了0.03%。
2017年，波尔多的人均月收入总额为2,438欧元，其中高级职员为3,954欧元，低于法国平均水平（4,214欧元）；中级职员为2,232欧元，低于法国平均水平（2,353欧元）；普通职员为1,673欧元，亦低于法国平均水平（1,690欧元）。
2017年，波尔多境内的青壮年（15至64岁）失业率为15.3%，当地55.3%的家庭拥有纳税资格，平均纳税5,674欧元，高于法国平均水平（3,888欧元）。

## 社会事务

### 科教

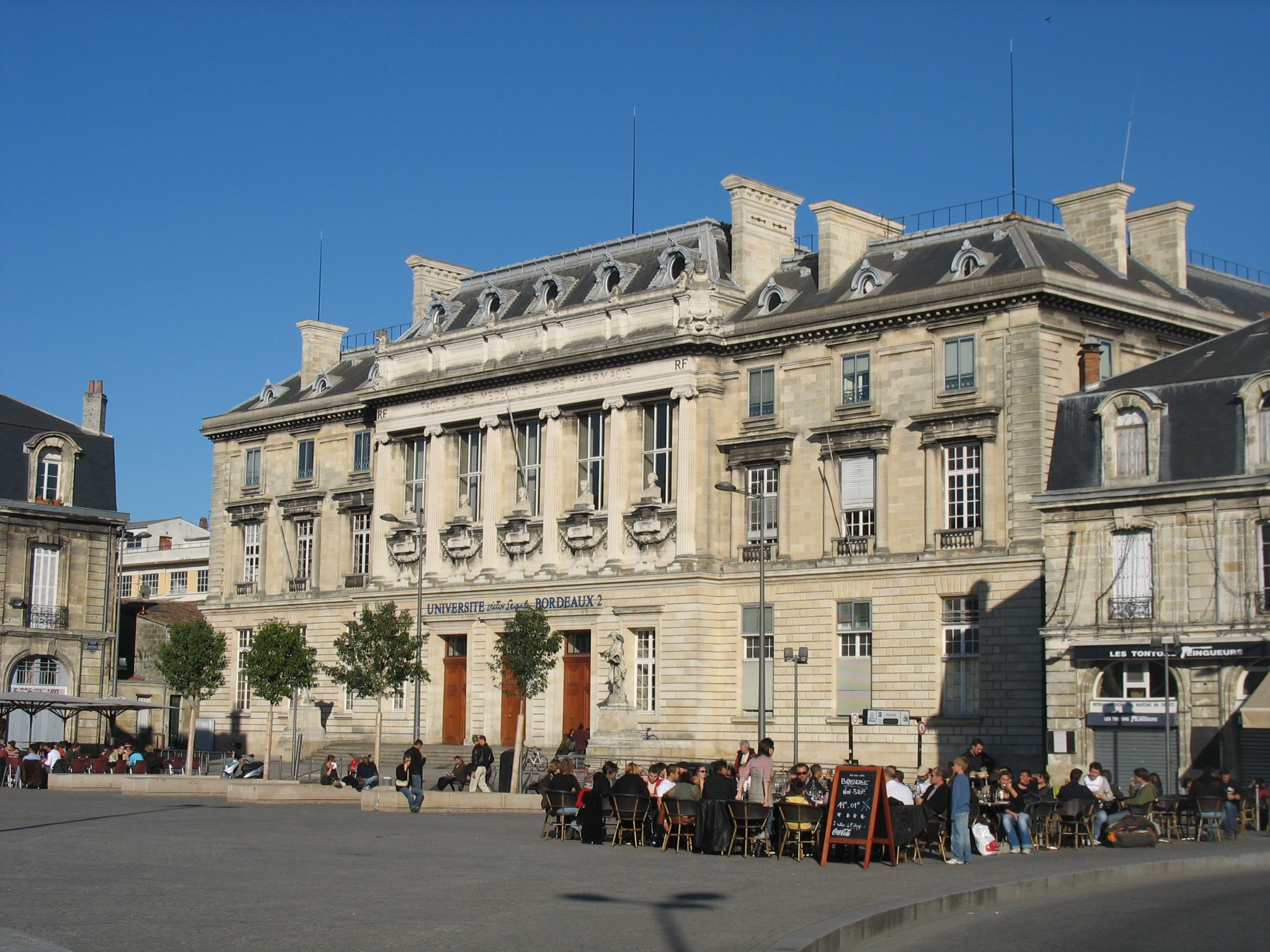
波尔多大学药学院大楼

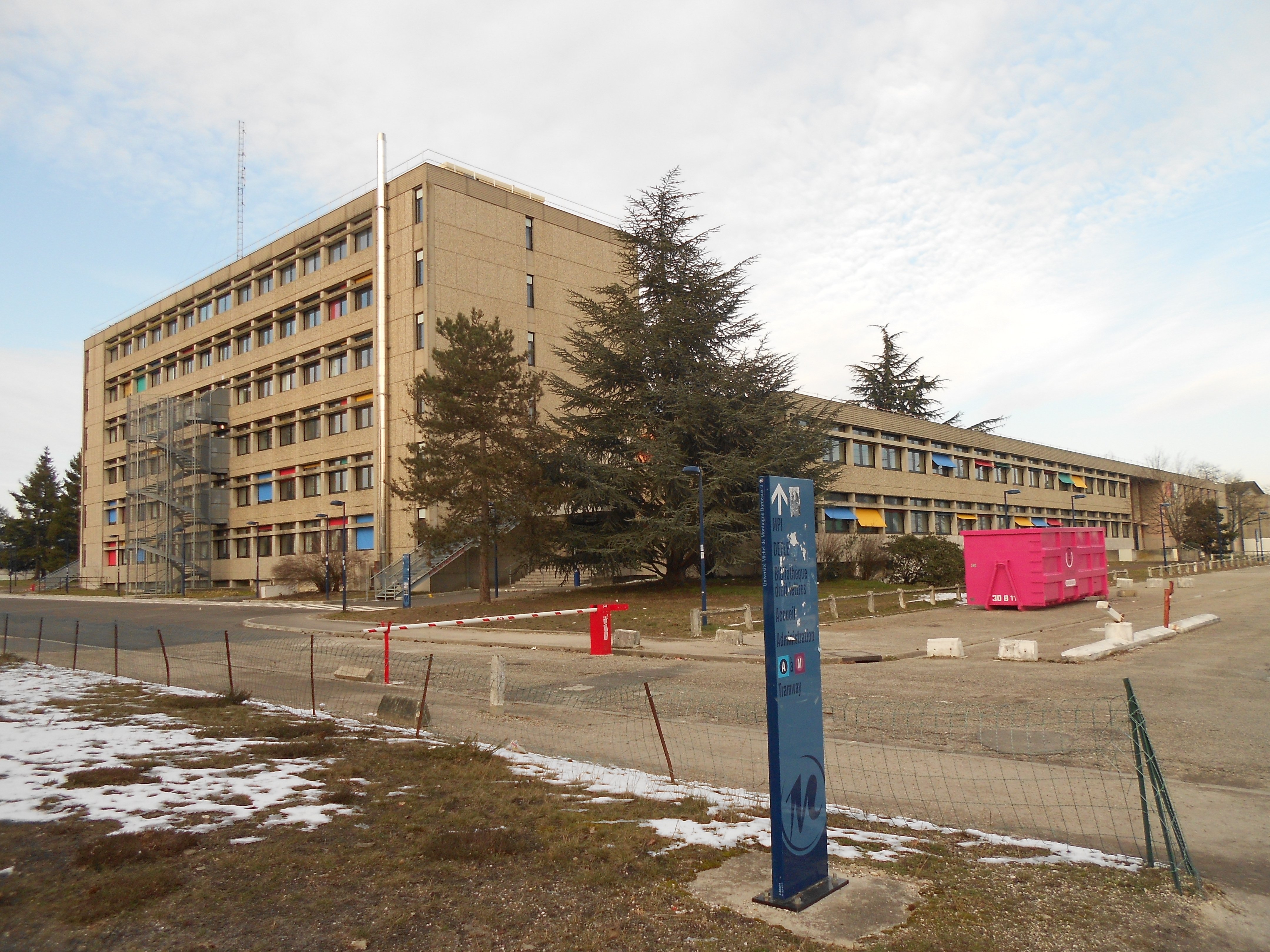
波尔多-蒙田大学教学楼

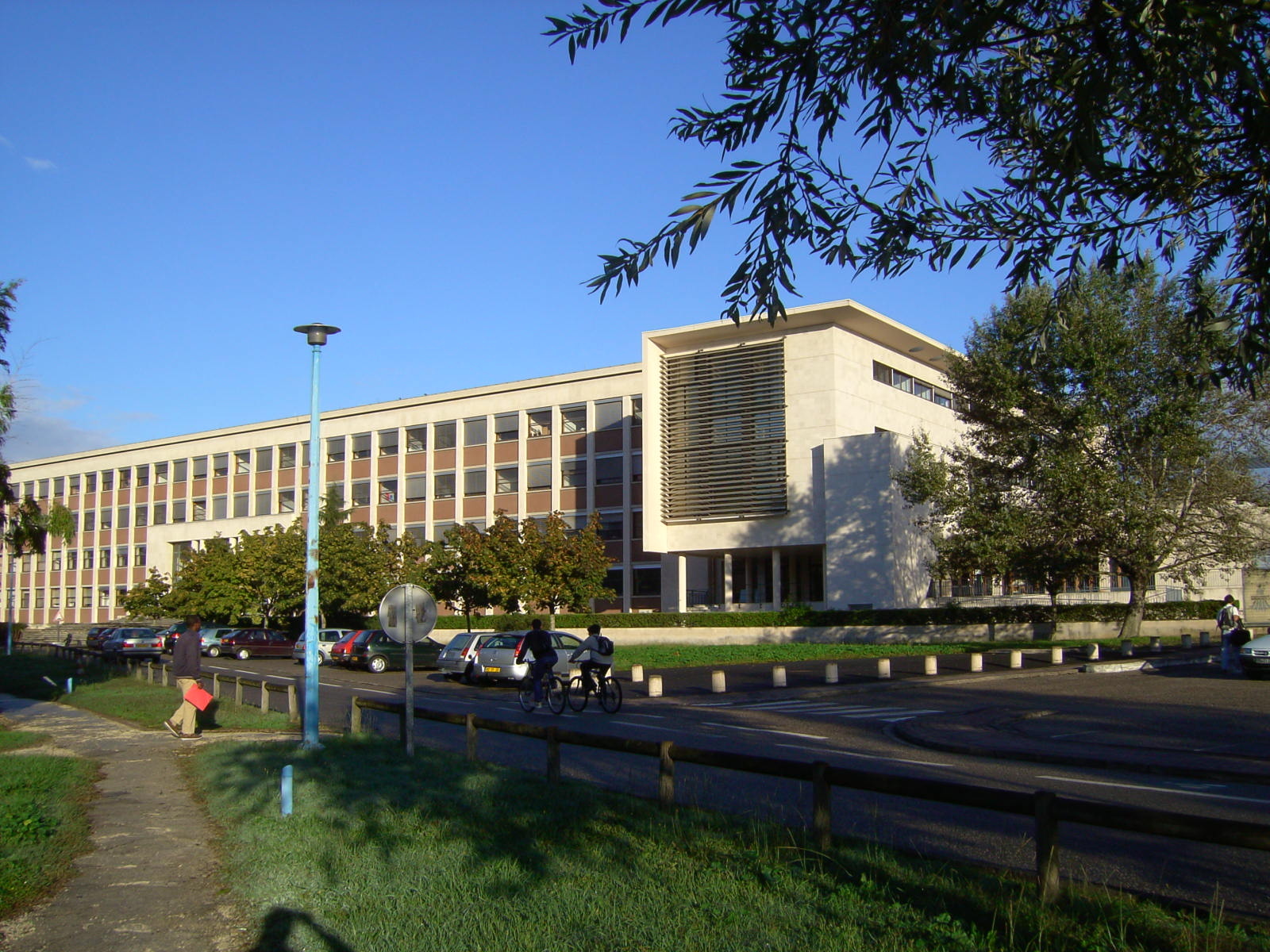
塔朗斯-佩萨克-格拉迪尼昂大学园

波尔多是波尔多学区的总部所在地。截止2018年底，波尔多境内共有45所幼儿园、71所小学、24所初级中学、24所普通高中和20所职业高中，其中10所学校设有大学校预科班。2018年，波尔多圣玛丽-大勒布朗私立初级中学（Collège de Saint-Marie-Grand-Lebrun）的毕业生中考通过率为100%，其中12分以上（满分20分）的人数占97%，是波尔多综合成绩最高的初级中学，在法国8,732所高中里面排名第19位；圣玛丽-大勒布朗私立高级中学）毕业生的会考通过率为100%，其中12分以上（满分20分）的人数占86%，是波尔多综合成绩最高的高级中学，在法国2295所高中里面排名第123位。2018－2019年学年度，波尔多境内中等阶段在校学生总人数为29,589人。
波尔多也是法国的重要大学城之一，现有波尔多大学和波尔多-蒙田大学两所公立综合性大学和十余所专业性高等学府，以及多家科研机构。
| 波尔多主要高等学府           | 波尔多主要高等学府 | 波尔多主要高等学府 | 波尔多主要高等学府 | 波尔多主要高等学府 |
| 中文名称                     | 法语名称或缩写     | 类别               | 成立年代           | 备注               |
| ---------------------------- | ------------------ | ------------------ | ------------------ | ------------------ |
| 波尔多大学                   |                    | 综合公立大学       | 2017               | [ 註 4 ] [ 註 5 ]  |
| 波尔多-蒙田大学              |                    | 综合公立大学       | 1971               | [ 註 6 ]           |
| 高等技工学校（波尔多校区）   |                    | 工程师学校、大学校 | 1963               |                    |
| 国立高等物理、化学、生物学校 |                    | 工程师学校、大学校 | 2009               | [ 註 7 ]           |
| 国立波尔多高等农业科学学校   |                    | 工程师学校、大学校 | 1963               |                    |
| 国立高等环境与可持续发展学校 |                    | 工程师学校、大学校 | 1969               |                    |
| 国立波尔多高等信息工程学院   |                    | 工程师学校、大学校 | 1920               |                    |
| 国立高等人工智能学校         |                    | 工程师学校、大学校 | 2003               |                    |
| 国立高等波尔多生物分子学校   |                    | 工程师学校、大学校 | 2003               |                    |
| 波尔多政治学院               |                    | 大学校             | 1948               |                    |
| 光学应用学院                 |                    | 大学校             | 1917               | 私立               |
| 国立波尔多高等景观建筑学校   |                    | 建筑师学校         | 1877               |                    |
| 波尔多传媒学院               |                    | 传媒学校           | 2006               |                    |
| KEDGE商业学校                |                    | 商业学校           | 2013               | 私立               |

波尔多的主要高等院校及科研机构均集中于塔朗斯-佩萨克-格拉迪尼昂大学园内，该园位于波尔多西南郊，建于20世纪60年代，占地235公顷，容纳了超过六万名大学生、五千名教师和三千名科研人员，是法国第二大的大学城，仅次于巴黎-萨克雷科教园区。

### 医疗

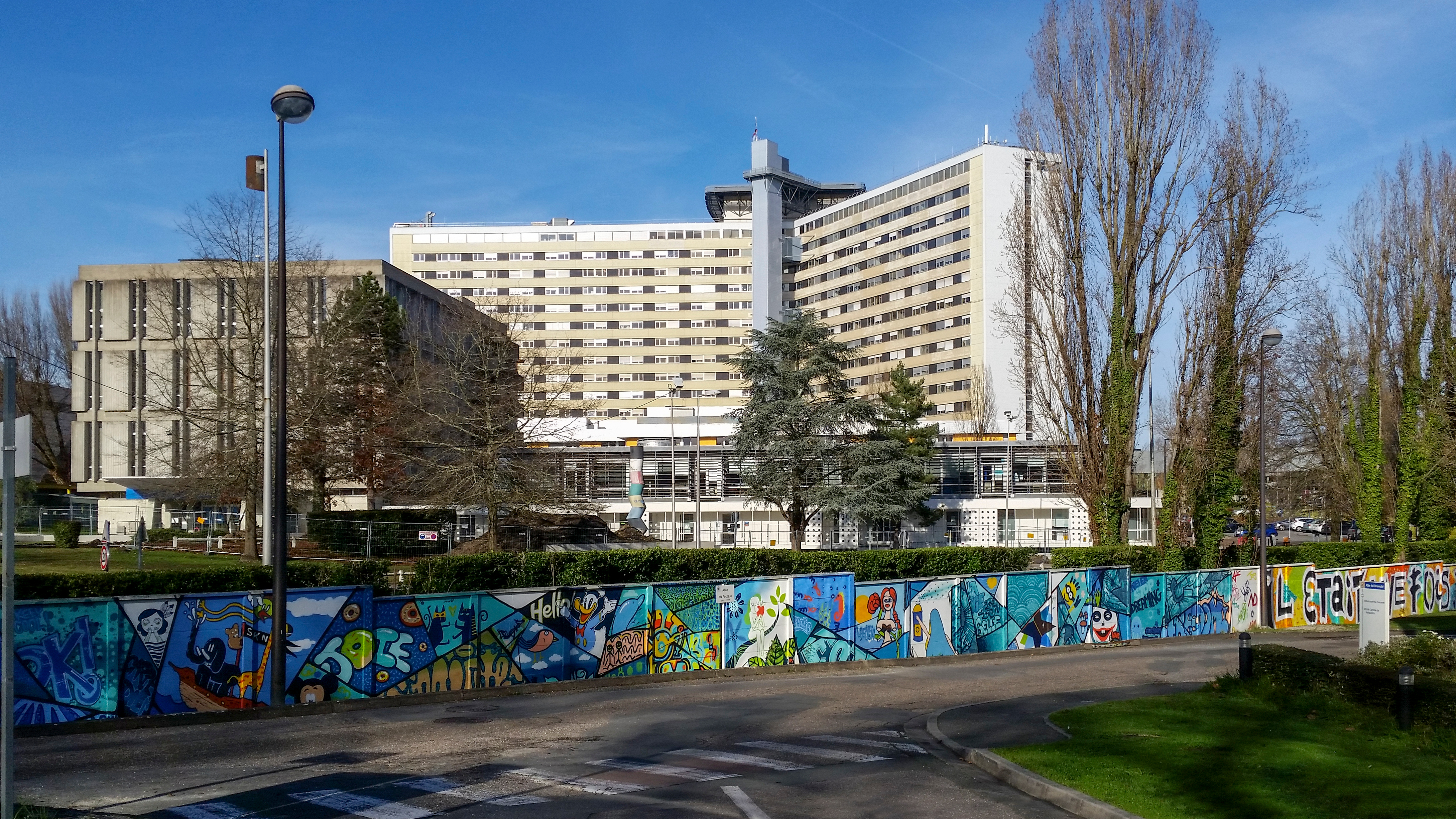
夏尔-佩朗精神病中心医院

截止2018年1月1日，波尔多境内共有全科医生421名，保健师426名，牙医261名，护士451名，耳科医生32名，眼科医生52名，皮肤科医生47名，助产士24名，儿科医生28名和妇科医生63名。市区内共有药房130家。
波尔多大学附属中心医院是法国30所大区中心医院之一，亦是吉伦特省境内最大的综合性医疗机构，该医院在波尔多附近设有四个病区：
- 佩勒格兰医院（法语：Hôpital Pellegrin），位于波尔多市区西南部。
- 圣安德烈医院（法语：Hôpital Saint-André），位于波尔多市中心。
- 夏尔-佩朗精神病中心医院（法语：Centre hospitalier spécialisé Charles-Perrens），位于波尔多西南部。
- 南医院（Hôpital Sud），位于波尔多市区南部。

此外，波尔多境内还有多家私人医院、40家养老院和16处残疾人帮扶中心。

### 住房

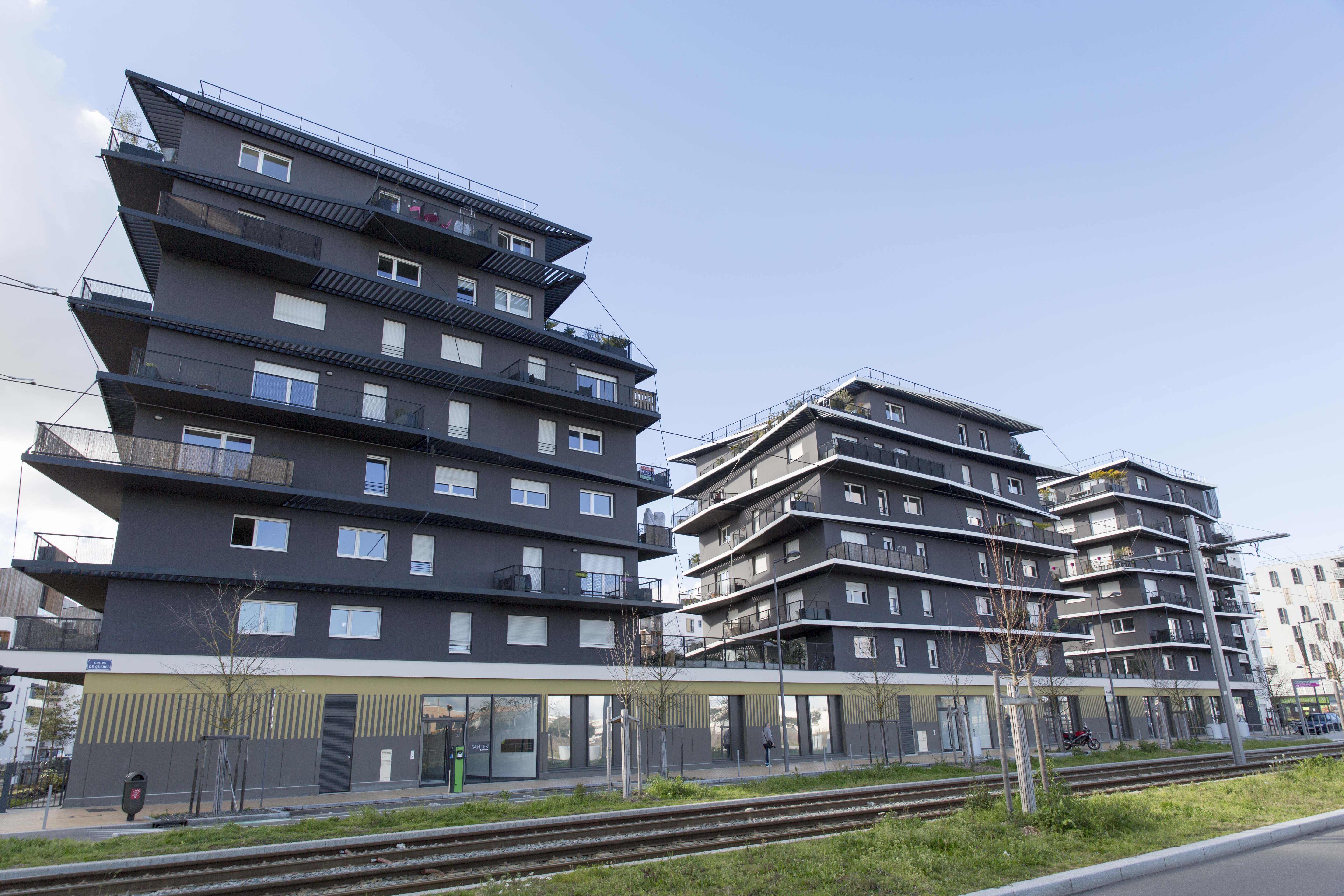
波尔多北部的“银杏住宅小区”

2017年，波尔多境内共有各类住房156,978套，比上一年增加了2,015套。在所有房屋中，22.2%为独立式居民区，77.3%为集中式居民区。常住房屋占波尔多市镇范围内居民建筑总量的88.4%。
在住房保障政策方面，2017年，波尔多境内共有55,362户家庭获得了住房经济补助，受益人数占总人口数量的21.8%，其中54,936份为房租补助。
波尔多境内的住房建设规划及改造由波尔多都会区负责，后者实施由国家住房部颁布的各类计划和法案。

### 商业

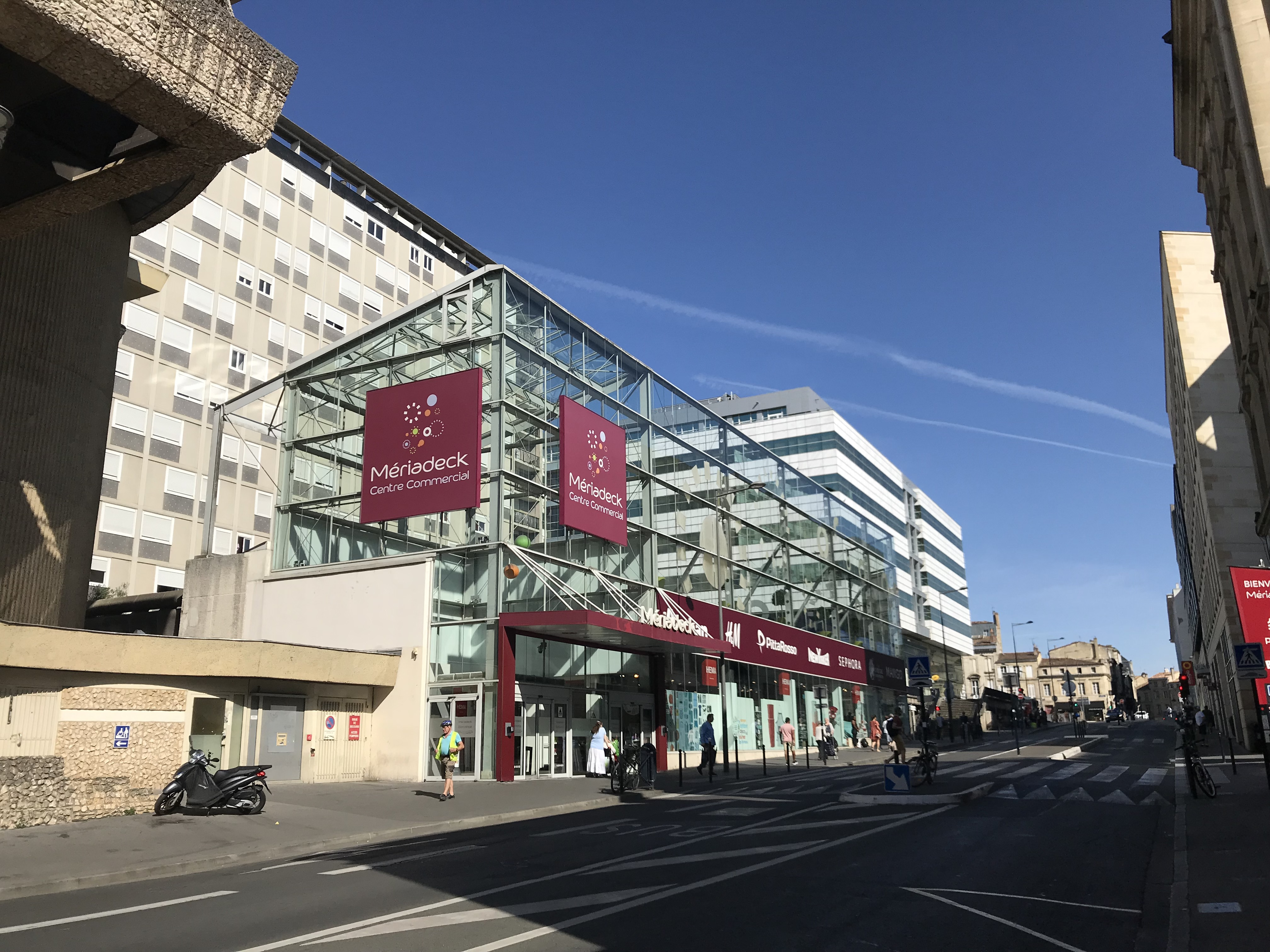
位于波尔多市中心的梅里亚代克商业中心

2019年，波尔多境内共有各类实体商铺9,122家，其中餐厅2,385家、大型超市52家、杂货店204家、面包房175家、肉铺80家、书店136家、银行门店197家、装饰品店37家、美容美发店418家、汽车维修店172家，个体性的商铺主要位于波尔多市中心历史城区，其中梅里亚代克商业中心是法国少有的位于城市内部的商业中心；而波尔多北部的“大公园片区”以及周边郊区均有大型商场分布。

### 体育
截止2019年初，波尔多共包括5处游泳池，27个健身房，7个体育场，67个网球场，19个足球或橄榄球场、14个篮球或排球场和2处高尔夫球场。波尔多市政府提供多个体育项目的训练场地。
波尔多足球俱乐部是波尔多的一个足球俱乐部，成立于1981年，自1937年起成为法国职业足球队，2020至2021赛季参加法国足球甲级联赛，曾获得过六次法甲、四次法国杯、三次法国联赛杯和两次法国超级杯的冠军；同城的足球队还有波尔多球场，后者在2020至2021赛季参加法国足球丁级联赛。波尔多-贝格勒联盟是一支职业橄榄球俱乐部，成立于2006年，自2010年起参加法国橄榄球冠军联赛。除了足球和橄榄球以外，波尔多还有波尔多都会圣奥古斯丁青年篮球俱乐部、波尔多冰球俱乐部、波尔多梅里尼亚克排球俱乐部等近700家大小不一的团体性体育俱乐部。
河马体育场，又名“波尔多体育场”，建成于2015年，是波尔多足球俱乐部的主场，该球场可同时容纳观众数量超过4.2万，是法国第六大体育场，为2016年欧洲足球锦标赛的分会场之一。

### 环境

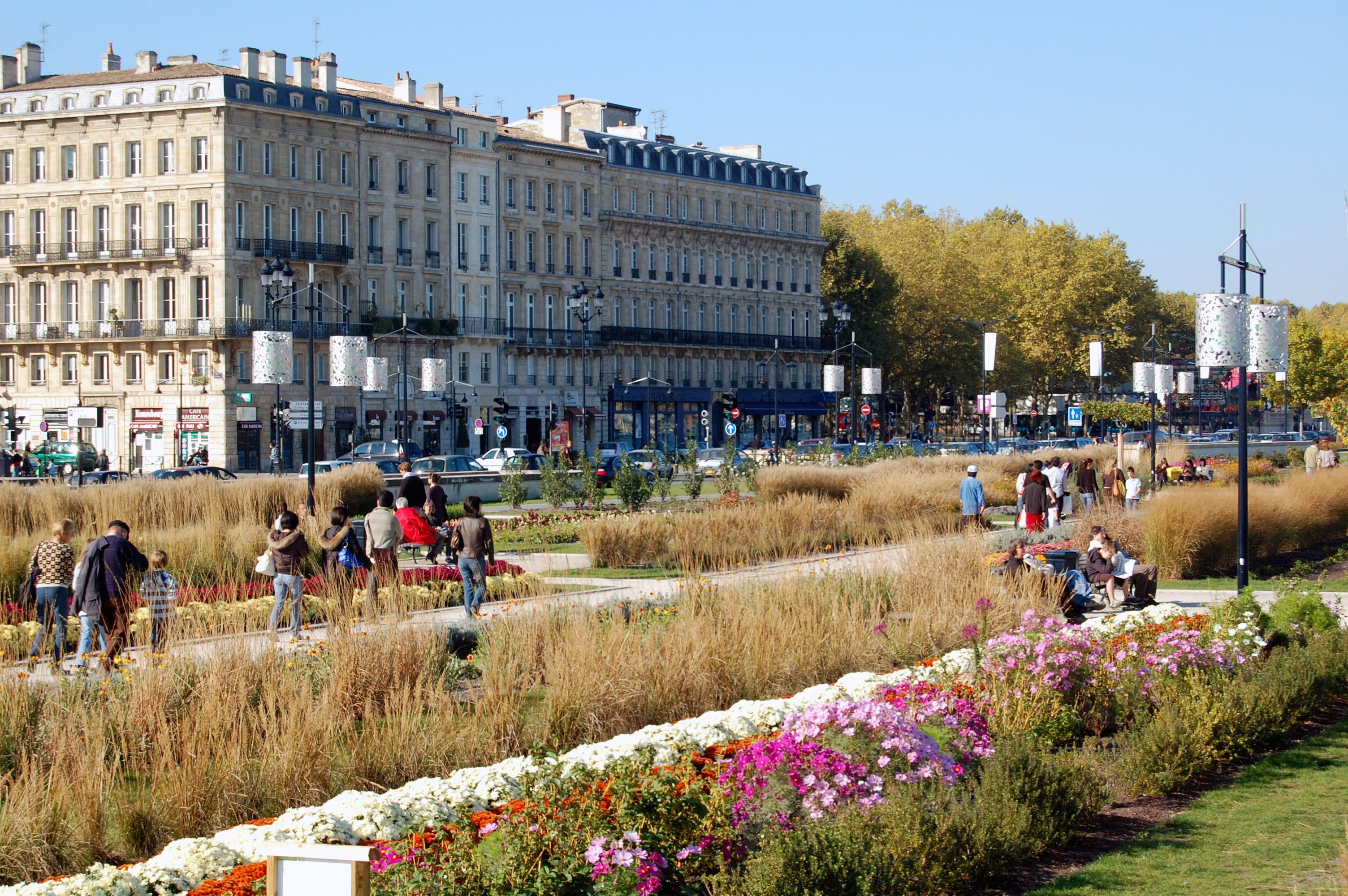
波尔多街头的一处城市绿地

波尔多境内的环境和可持续发展事务由波尔多都会区负责。截止2019年8月，波尔多都会区内共有17处垃圾处理中心、6处集中式污水处理中心、13处水塔和15处储水站，可满足波尔多的日常城市运作。
2015年，波尔多市区内共有28家污染企业，当年的一氧化碳浓度平均值为340 µg/m³，二氧化氮浓度平均值为27,3 µg/m³，臭氧浓度平均值为53µg/m³，二氧化硫浓度平均值为0µg/m³，颗粒物平均值为23.3µg/m³。

### 治安
波尔多市区内共有6个派出所、1个国家宪兵队和1个消防站。
2014年，波尔多及其附近地区共发生各类案件46,802起，其中盗窃类案件30,909起，经济类案件3,155起，人身侵犯类案件8,063，毒品交易和运输案件2,821起。

## 文化
2019年，波尔多境内共有8家剧场、4家电影院、7家博物馆和1家音乐厅。波尔多市政府提供多媒体中心，向公众全年开放。

### 建筑
波尔多市区有多处历史古迹，其中圣十字教堂、圣塞味利圣殿和加利安宫遗址是法国首批国家级文物保护单位。位于加龙河畔的月亮港已于2007年被列入世界文化遗产名录，交易所广场因其对面步行道中央的”水镜广场“而闻名，圣塞味利圣殿则是圣雅各之路上的一个站点，此外波尔多的重要城市地标还有波尔多大剧院、胜利广场、甘必大广场、凯约门、大钟门、勃艮第门等。2016年6月建成的葡萄酒城则是波尔多代表性的现代文化建筑。

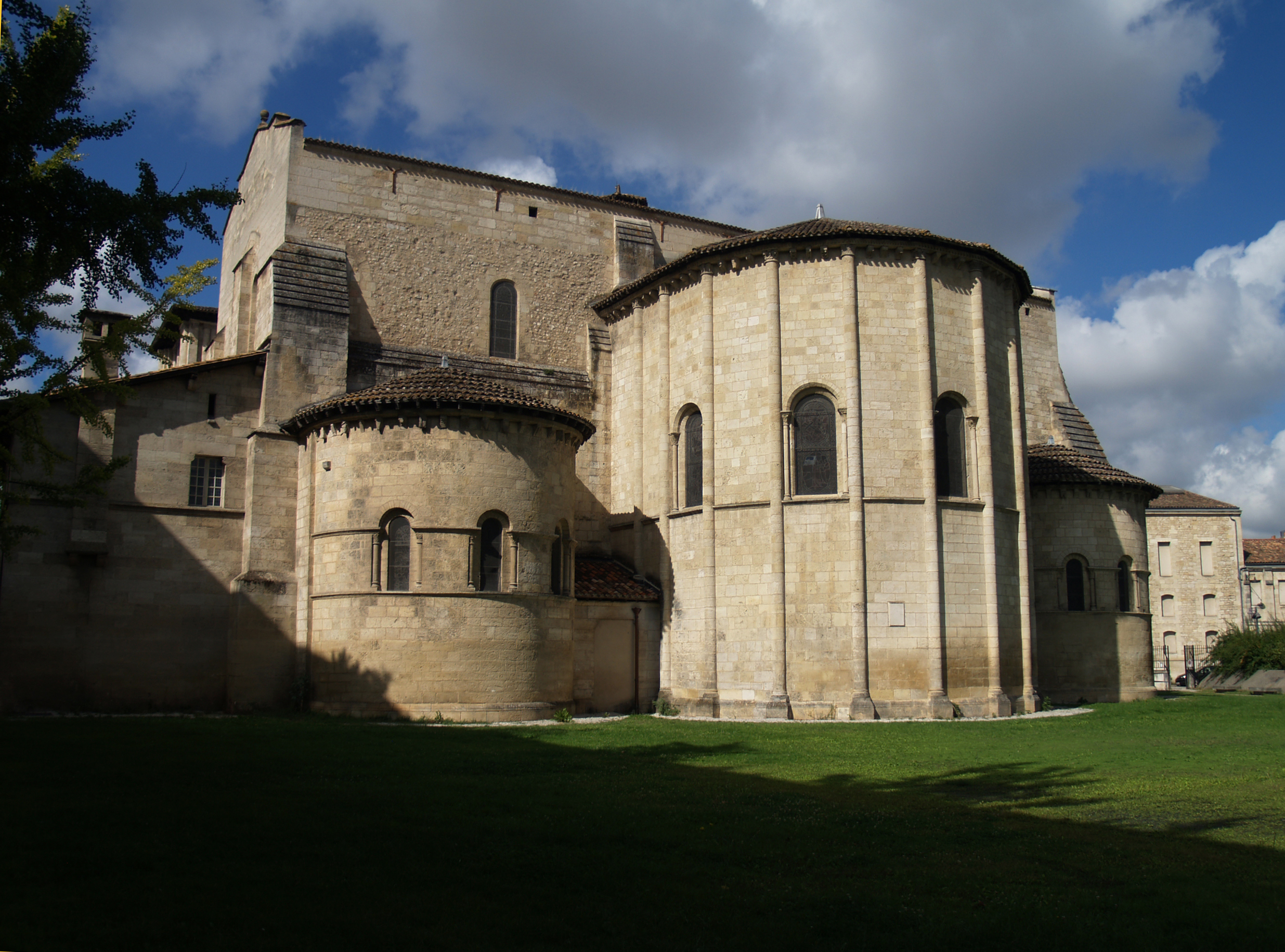
圣十字教堂
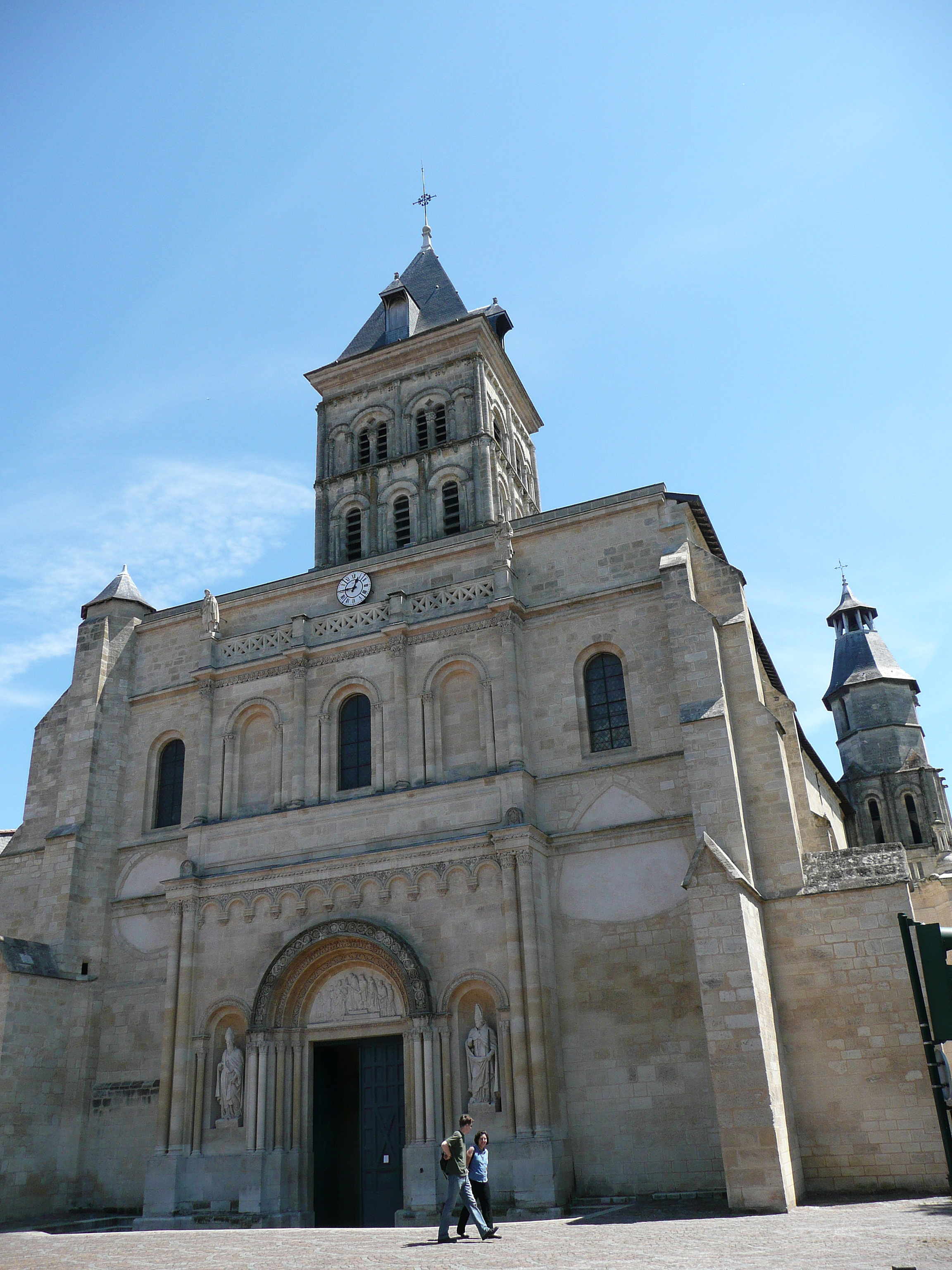
圣塞味利圣殿
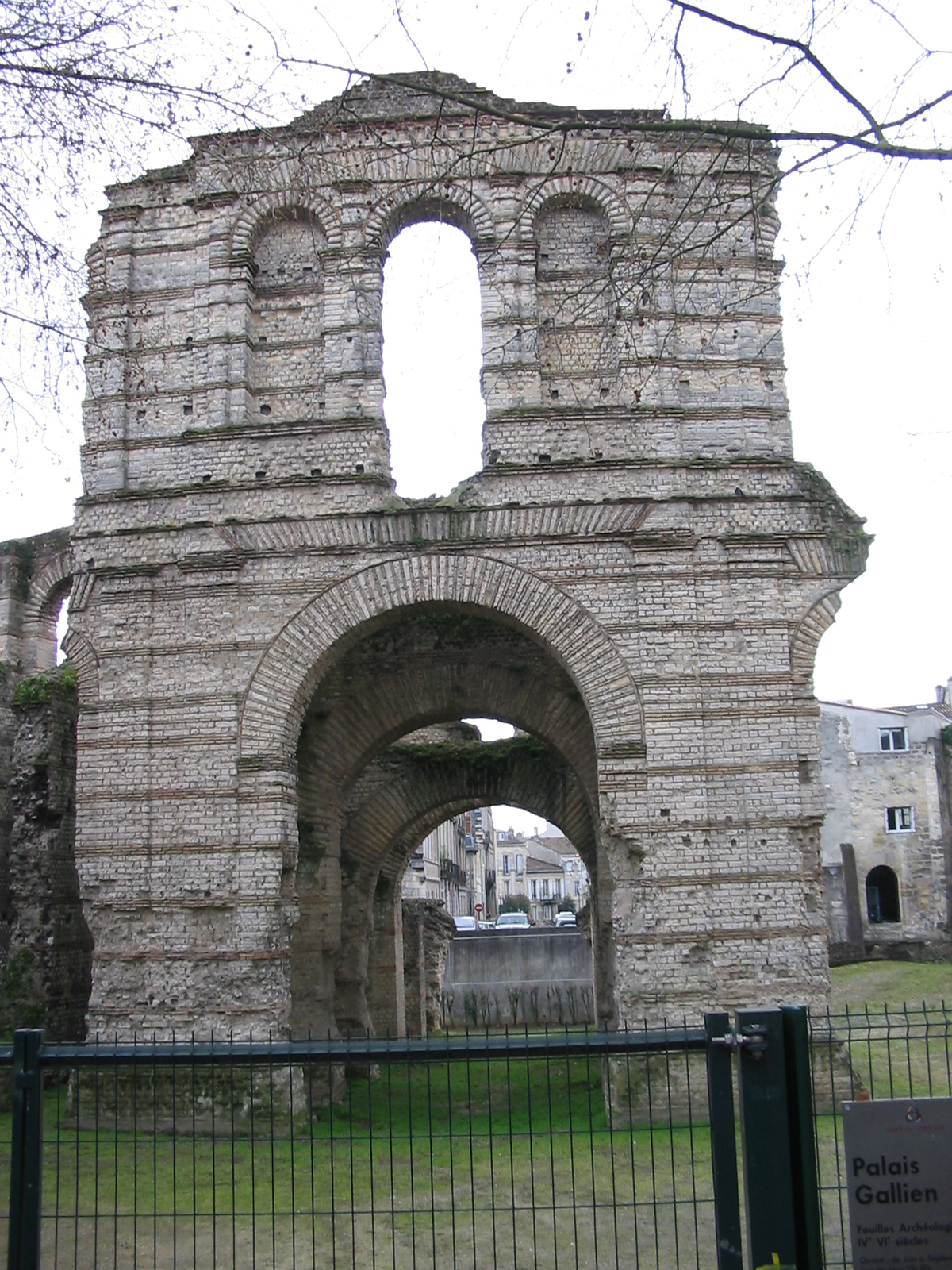
加利安宫（法语：Palais Gallien）
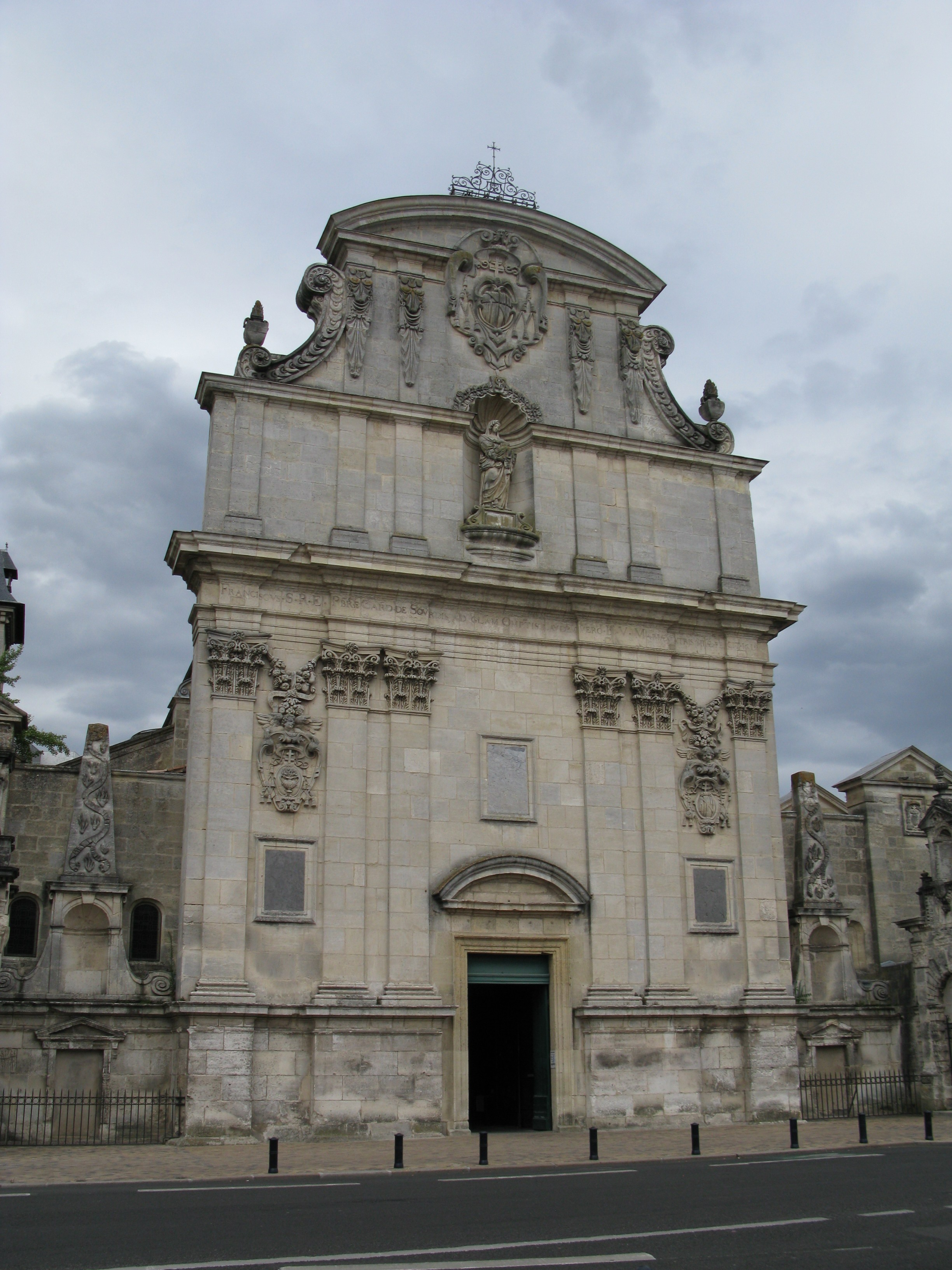
圣布吕诺教堂
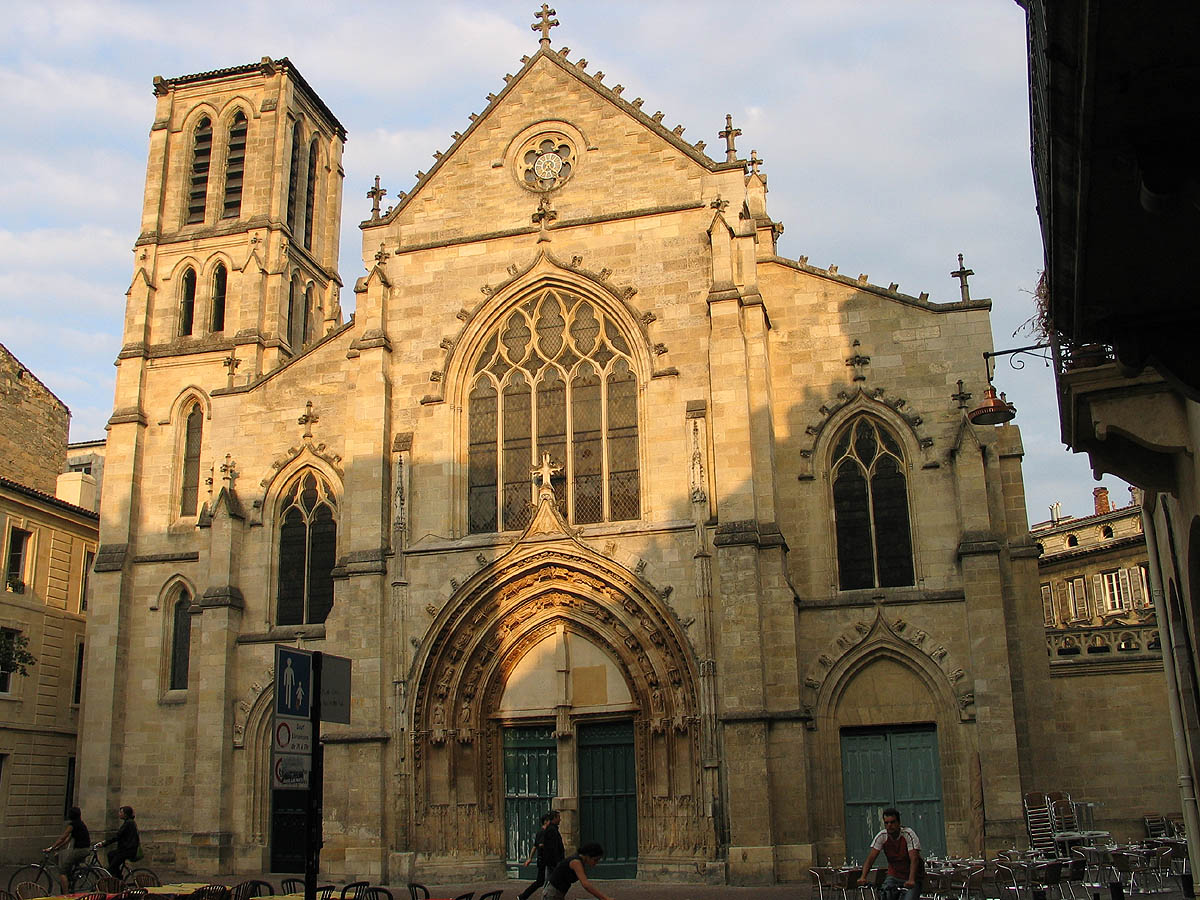
圣伯多禄教堂
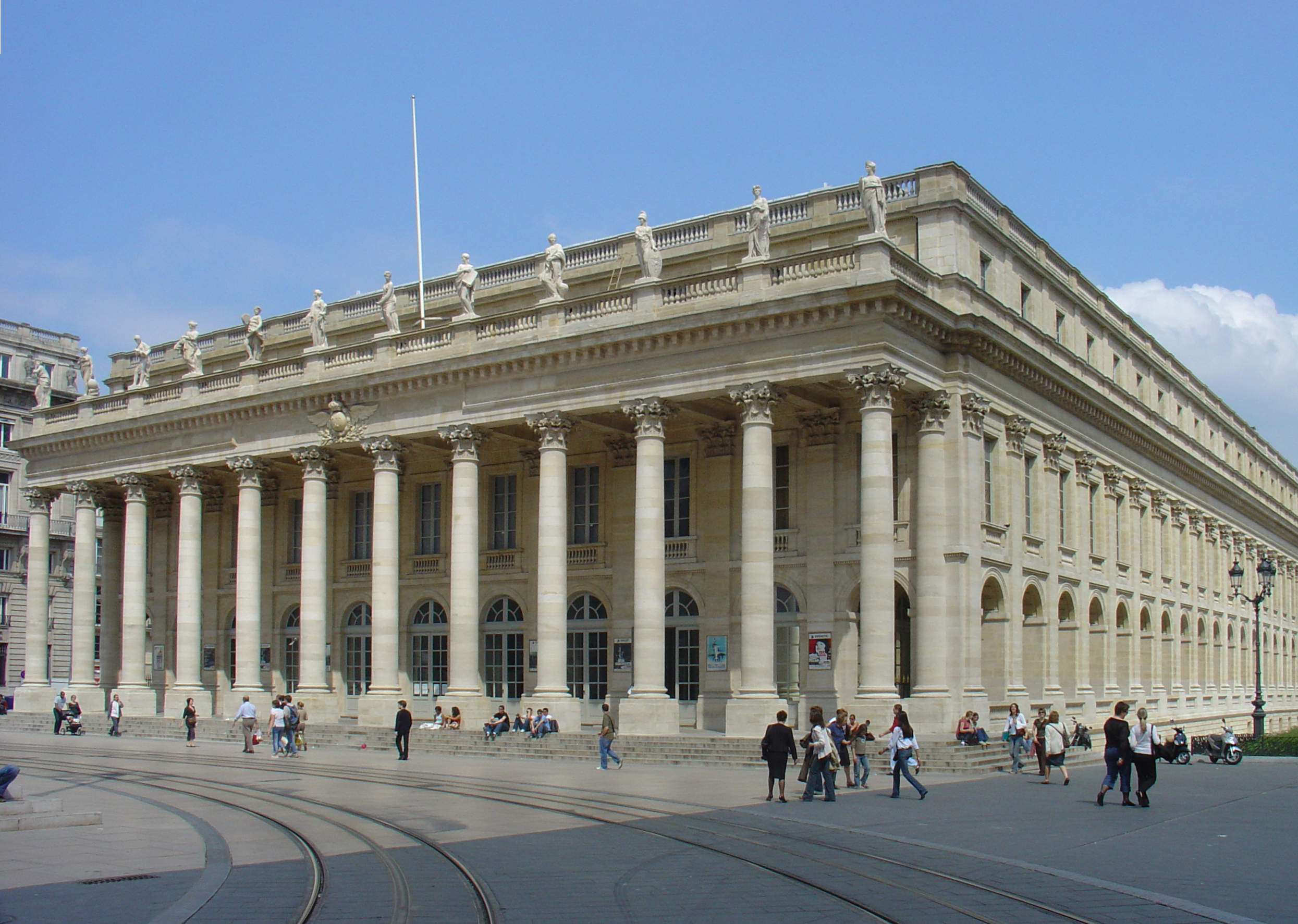
波尔多大剧院
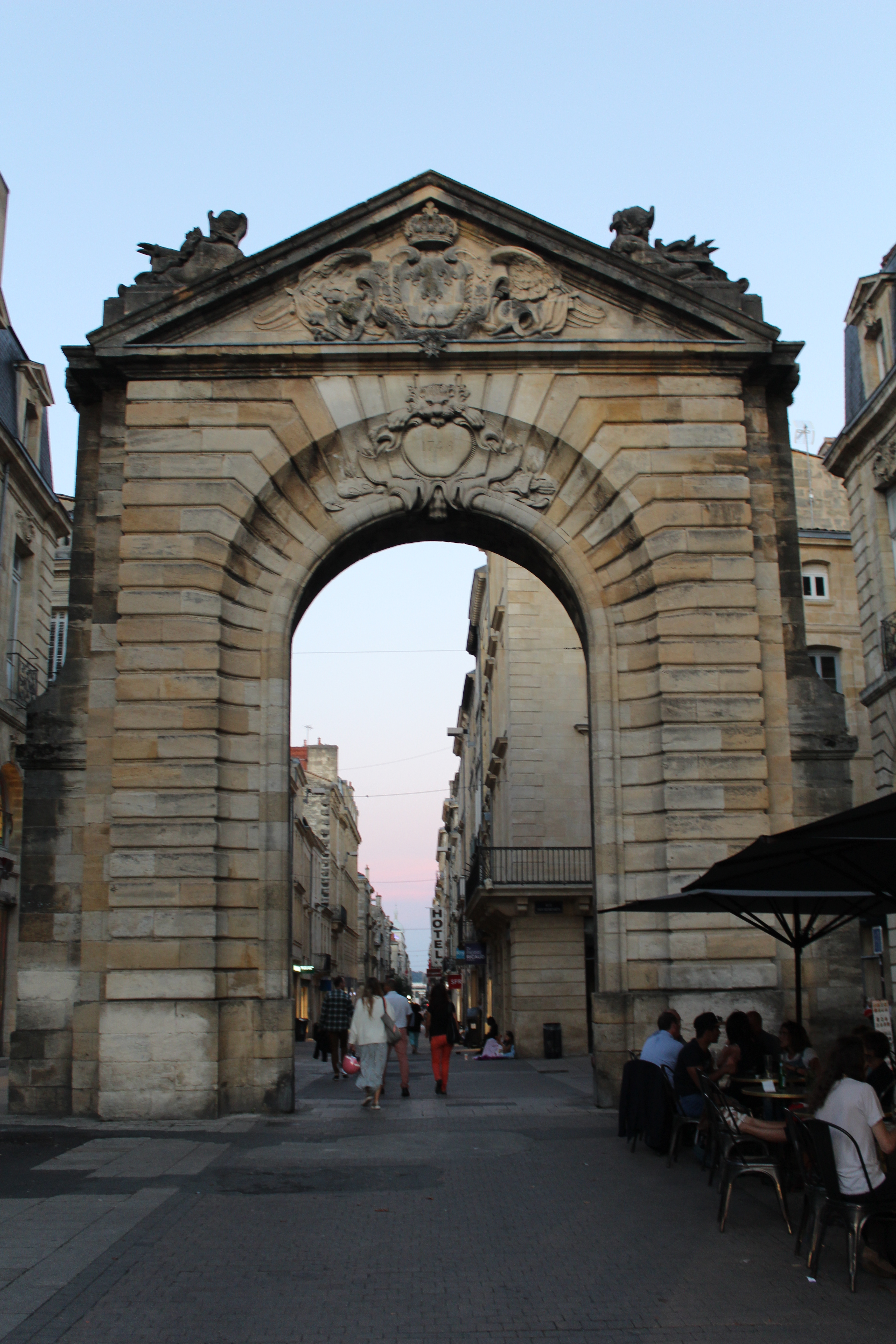
迪若门

### 旅游

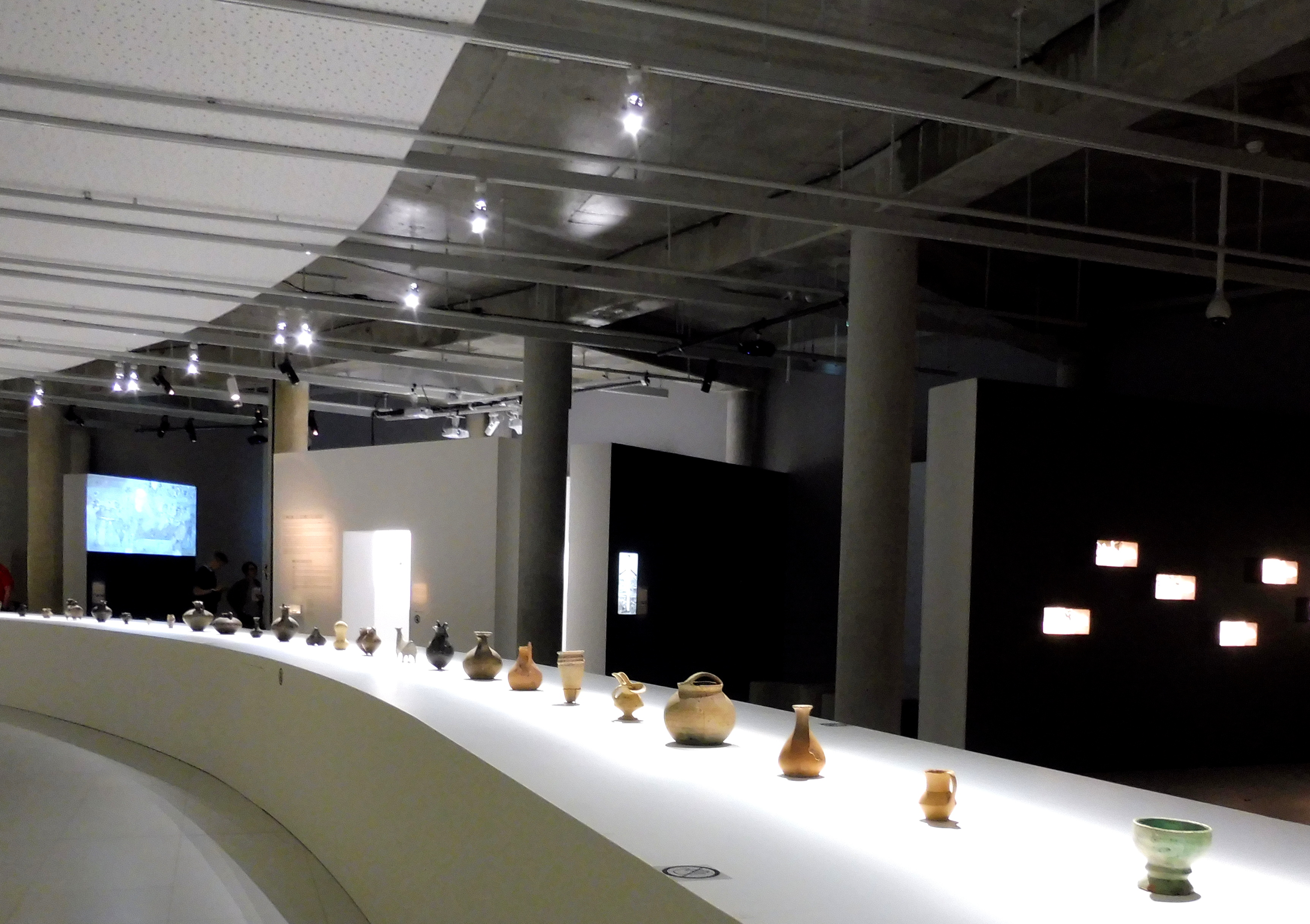
波尔多葡萄酒城内的展览

波尔多是法国重要的旅游城市之一，被法国文化部授予“艺术与历史之城”称号，同时也被《米其林旅游杂志》评为“三星级推荐”（最高级别）。2020年，波尔多境内共有79家宾馆共计5,013间房间。

### 媒体
法国本土国家性的电视台和广播电台在波尔多均可接收。法国电视三台下属的新阿基坦大区频道在部分时段播放波尔多地方新闻。波尔多7号电视台是一家总部位于波尔多的私人电视台，通过地面数字电视、光纤及网络在全法国播放。
波尔多市区内共有18家多媒体阅览中心。其中波尔多市图书馆最初创建于19世纪。截止2016年，该图书馆下设11个分馆，其中总部梅里亚代克图书馆占地2.7万平方米，是法国最大的城市图书馆之一。

### 饮食

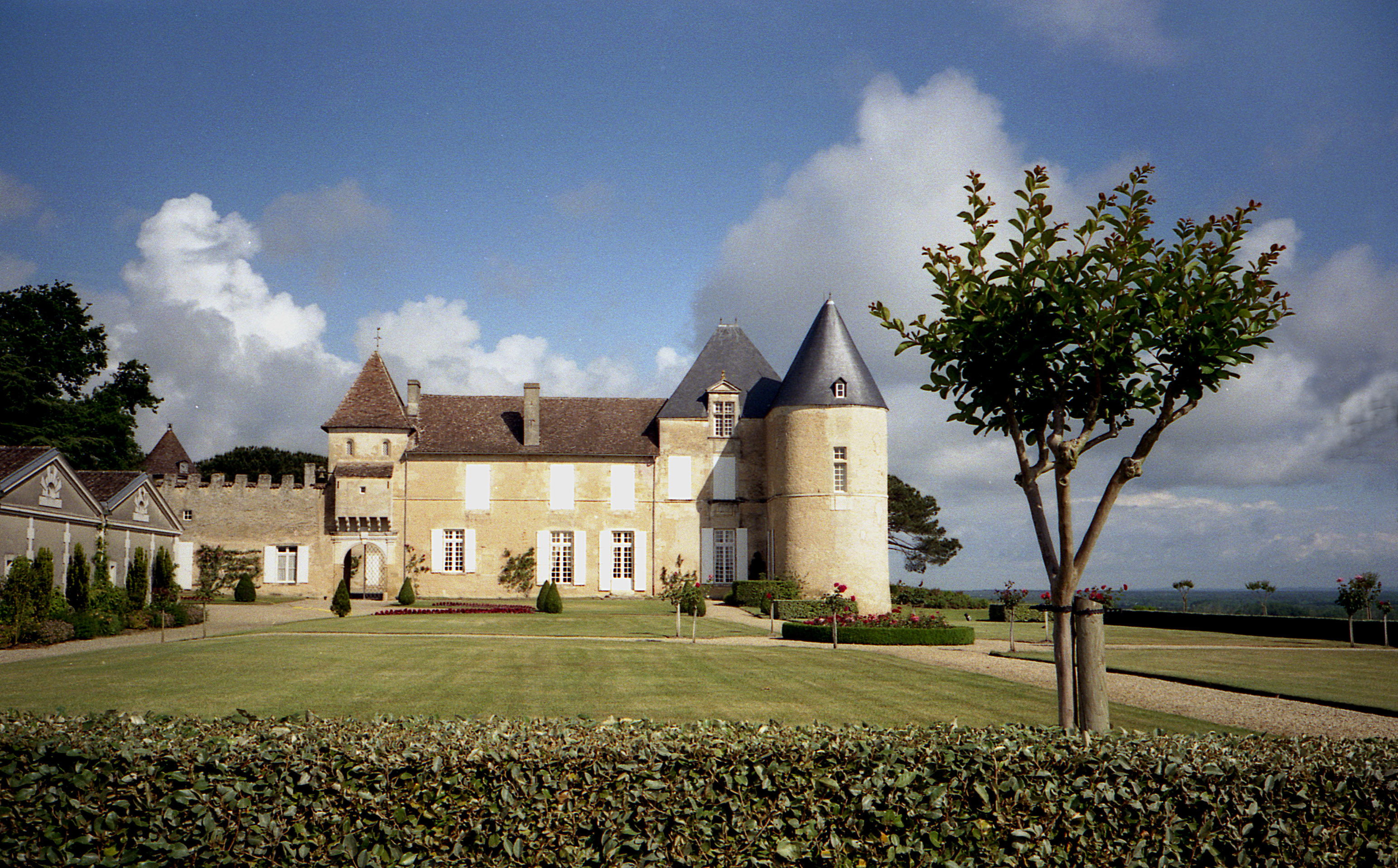
波尔多附近的一处酒庄

波尔多的常见饮食与法国大部分地区相似，地方性代表食物包括牛排、炖羊腿、野生菌沙拉、鱼子酱、鳗鱼、皇帝蛋糕（Le gâteau des rois）等。2019年，波尔多境内共有12家餐厅被列入《米其林星级餐厅名单》。
波尔多因葡萄酒而闻名，其周边拥有9个葡萄酒产区、38个原产地命名控制和数百个大小不一的酒庄，酒藤种植总面积达12.3万公顷。波尔多葡萄酒联合协会成立于1948年，该协会负责整个波尔多葡萄酒产区内的对外推广及协调发展。

### 影视作品
波尔多因其重要的历史文化地位而成为多部影视作品的取景地，其中代表性的电影包括《玛戈王后》、《丝毫不疯狂》、《孽戀》、《记得我爱你》、《恶之花》等。

### 活动
波尔多葡萄酒展览会创办于1981年，由当地工商会组织举办，最初旨在推广当地的葡萄酒，经过几十年的发展，该展览会已发展成为国际性的文化活动，在纽约、上海、香港等地也开设分会场，葡萄酒推广对象也由波尔多产区延伸至整个法国。
波尔多国际电影学术节创办于2008年，由法国国家科学研究中心主办，每年冬季举行。

### 语言
波尔多历史上曾通用加斯科涅语，该方言属于法国南方奥克语的一个分支，自19世纪以后，加斯科涅语以基本被现代法语代替，并因使用人数减少而被联合国教科文组织列为瀕危語言。而在现代地域文化的推广下，波尔多又出现波尔德吕什语，该语言由传统加斯科涅语以及桑通日语、巴斯克语甚至西班牙语的一些单词或短句混杂拼凑而来，没有规律性的语法系统，仅在当地街头青年当中以及球赛德比、示威活动等场合有所使用。

## 相关人物
古罗马诗人马格努斯·奥索尼乌斯、英格兰国王理查二世、天文学家乔治·拉叶、画家奥迪隆·雷东、作曲家夏尔·图内米尔、外交官鲍渥、小提琴家雅克·蒂博、文学家弗朗索瓦·莫里亚克、哲学家让-吕克·南希、天主教枢机若望-类斯·托朗和足球运动员马克·普拉努斯出生于波尔多。

## 对外交流

### 友好城市
波尔多与以下20座城市互为友好城市：
| - 以色列 阿什杜德 - 巴库 - 马来西亚 巴马科 - 西班牙 毕尔巴鄂 - 英格兰 布里斯托尔 | - 摩洛哥 卡萨布兰卡 - 波蘭 克拉科夫 - 日本 福冈 - 秘魯 利马 - 美国 洛杉矶 | - 西班牙 马德里 - 德国 慕尼黑 - 阿尔及利亚 瓦赫兰 - 布吉納法索 瓦加杜古 - 葡萄牙 波尔图 | - 加拿大 魁北克城 - 巴勒斯坦 拉姆安拉 - 拉脫維亞 里加 - 俄羅斯 圣彼得堡 - 中国 武汉 |

### 领事馆
共有56个国家在波尔多设有领事馆
| 阿尔及利亚驻波尔多领事馆 |
| 德国驻波尔多领事馆       |
| 奥地利驻波尔多领事馆     |
| 驻波尔多领事馆           |
| 白俄羅斯驻波尔多领事馆   |
| 巴西驻波尔多领事馆       |
| 布吉納法索驻波尔多领事馆 |
| 智利驻波尔多领事馆       |
| 賽普勒斯驻波尔多领事馆   |
| 刚果共和国驻波尔多领事馆 |
| 驻波尔多领事馆           |
| 丹麦驻波尔多领事馆       |
| 驻波尔多领事馆           |
| 西班牙驻波尔多领事馆     |

| 比利时驻波尔多领事馆   |
| 爱沙尼亚驻波尔多领事馆 |
| 美国驻波尔多领事馆     |
| 芬兰驻波尔多领事馆     |
| 驻波尔多领事馆         |
| 英国驻波尔多领事馆     |
| 希腊驻波尔多领事馆     |
| 驻波尔多领事馆         |
| 几内亚驻波尔多领事馆   |
| 海地驻波尔多领事馆     |
| 匈牙利驻波尔多领事馆   |
| 模里西斯驻波尔多领事馆 |
| 斐济驻波尔多领事馆     |
| 冰島驻波尔多领事馆     |

| 義大利驻波尔多领事馆     |
| 日本驻波尔多领事馆       |
| 拉脫維亞驻波尔多领事馆   |
| 立陶宛驻波尔多领事馆     |
| 盧森堡驻波尔多领事馆     |
| 马达加斯加驻波尔多领事馆 |
| 马来西亚驻波尔多领事馆   |
| 馬爾他驻波尔多领事馆     |
| 摩洛哥驻波尔多领事馆     |
| 墨西哥驻波尔多领事馆     |
| 摩尔多瓦驻波尔多领事馆   |
| 摩納哥驻波尔多领事馆     |
| 尼日尔驻波尔多领事馆     |
| 挪威驻波尔多领事馆       |

| 巴拿马驻波尔多领事馆   |
| 荷蘭驻波尔多领事馆     |
| 秘魯驻波尔多领事馆     |
| 菲律賓驻波尔多领事馆   |
| 葡萄牙驻波尔多领事馆   |
| 驻波尔多领事馆         |
| 捷克驻波尔多领事馆     |
| 羅馬尼亞驻波尔多领事馆 |
| 塞内加尔驻波尔多领事馆 |
| 塞舌尔驻波尔多领事馆   |
| 瑞典驻波尔多领事馆     |
| 驻波尔多领事馆         |
| 土耳其驻波尔多领事馆   |
| 乌拉圭驻波尔多领事馆   |

### 专题著作
- Madeleine Lassère. . Édition Sud-Ouest. 2017-12: 255p. ISBN 978-2-8177-0500-2 （法语）.
- Robert Coustet. . Mollat. 2011. ISBN 978-2-35877-002-6 （法语）.
- Camille Jullian. . Monographie. ISBN 978-2-8240-0244-6 （法语）.
- Alain Juppé. . PLON. 2018: 350p. ISBN 9782259212298 （法语）.

### 分类资料
历史类
1. ↑  Roger de Figuères. . Au siège de la Société. 1901: 27 （法语）.
2. ↑  Le Nouveau Viographie de Bordeaux, L'histoire bordelaise se déroule donc tout entière sur la rive gauche. (P10)
3. ↑  Histoire de Bordeaux, Le noyau originel est à localiser sur l'actuelle place de la Comédie. (P12)
4. ↑  Histoire de Bordeaux - TOME Ier, Le mot a l'apparence latine, mais il est gaulois à l'origine; peut-être signifiait-il "les transportés", "les transplantés" (P18)
5. ↑  Histoire de Bordeaux, Les romains, maître du pays, favorisent alors l'installation des Bituriges Vivisques, détachés des Bituriges du Berry, autour de l'estuaire de la Gironde et de la basse Garonne pour en écarter les Santons dont ils redoutent une trop grande puissance. (P12)
6. ↑  Histoire de Bordeaux, Elle s'étend aussi au sud vers les vallées de la Devèze et du Peugue où se développent des activités agricoles et artisanales : travail des alliages, travail du cuir, du textile. (P14)
7. ↑  Histoire de Bordeaux, "Héritages Gaulois" (P15)
8. ↑  Histoire de Bordeaux, De fait, ces Bituriges-là sont la seule population allogène, venue d'ailleurs récemment, installée sur le territoire des Aquitains. Ils ont pour place de commerce Burdigala, au bord d'une lagune formée par bouches de la Garonne. (P14)
9. ↑  Auguste Baillet. . Bibliothèque de l'école des chartes. 1858: P523  [2019-09-01]. （原始内容存档于2018-06-04） （法语）.
10. ↑  Robert Étienne. . Fédération historique du Sud-Ouest. Histoire de Bordeaux. 1962: 145 （法语）.
11. ↑  Jean-Pierre Bost. . . Revue Historique de Bordeaux de la Gironde. 2002: 33  [2019-09-01]. （原始内容存档于2021-08-16） （法语）.
12. ↑  Histoire de Bordeaux, Cette structure en damier s'appuie sur deux grands axes: le cardo (nord-sud) ... le decumanus (ouest-est)... (P19)
13. ↑  Le Nouveau Viographie de Bordeaux, Cette ville "augustéenne" présentait tous les caractères de l'urbanisme romain
14. ↑  Dany Barraud et Geneviève Caillabet-Duloum.  (PDF). Simulacra Romae I. 2007: 33  [2019-09-01]. （原始内容存档 (PDF)于2018-05-07） （法语）.
15. ↑  thoughtco.com. . thoughtco.com.   [2019-09-01]. （原始内容存档于2019-08-26） （英语）.
16. ↑  John Drinkwater, Timothy Venning. . Continuum International Publishing Group. 2011  [2019-09-01]. ISBN 9781441154781. （原始内容存档于2021-08-16） （英语）.
17. ↑  Le Nouveau Viographie de Bordeaux, À la fin du III siècle, pour se protéger du danger barbare, Burdigala se replia à l'intérieur d'une enceinte construite avec soin, renforcée de tours, percée de portes. (P10)
18. ↑  Histoire de Bordeaux, À les voir, tes murailles dessinent un carré et dressent des tours si hautes que leur faîte pénètre les nuages aériens (P25)
19. ↑  Renée Mussot-Goulard. . Atlantica. 1999. ISBN 2-84394-140-7 （法语）.
20. ↑  Louis ÉMIÉ. . Les albums des guides bleus. Libraire Hachette. 1960: 126p （法语）.
21. ↑  Histoire de Bordeaux, À la fin de l'Empire romain, Burdigala est, avec Bourges, l'une des deux grandes métropoles commerciales de l'Aquitaine (P25)
22. ↑  Manex Goyhenetche. . Elkarlanean. 1998: 492p. ISBN 2913156207 （法语）.
23. ↑  Michel Dillange. . Geste éditions. 1995: 304p. ISBN 2-910919-09-9 （法语）.
24. ↑  Histoire de Bordeaux, En 844, Bordeaux résiste aux raids des Normands qui pénètrent par la Garonne jusqu'à Toulouse(…) la ville est pillée une deuxième fois en 855, pillée est incendiée(…) L'évêque luis-même, en 876, abandonne sa cité épiscopale pour se réfugier à Bourges (P36)
25. ↑  Marc Agostino. . Presses universitaires de Bordeaux. 2001: 173p  [2019-09-01]. ISBN 2-86781-265-8. （原始内容存档于2021-08-16） （法语）.
26. ↑  Jean Flori. . Payot. 2004: 543p  [2019-09-01]. ISBN 2-228-89829-5. （原始内容存档于2019-04-24） （法语）.
27. ↑  Histoire de Bordeaux - TOME Ier, Nous sommes au début même de l'histoire commerciale de Bordeaux, et déjà la ville est indiquée comme tête de ligne de la principale route qui mène de France en Angleterre (P18)
28. ↑  Mihailo Gavrilović. . E. Bouillon. 1899: 156p （法语）.
29. ↑  france-pittoresque.com. . france-pittoresque.com. 2018-05-28  [2019-09-01]. （原始内容存档于2021-08-16） （法语）. Je sais, leur dit Louis, que le roi d’Angleterre n’a aucun droit sur ces provinces, et que son père les a légitimement perdues : mais nous sommes beaux-frères, nos enfants sont cousins-germains. Je veux établir solidement la paix entre les deux royaumes, et pour cela, il ne faut pas abuser de la victoire. J’aurai d’ailleurs un roi pour vassal. Henri est mon homme, il ne l’était pas auparavant.
30. ↑  Jean-Jacques Déogracias. . Éditions Les Dossiers d'Aquitaine. 2006. ISBN 2-84622-128-6 （法语）.
31. ↑  Histoire de Bordeaux, En 1462, Louis XI crée le Parlement de Bordeaux (P18)
32. ↑  Histoire de Bordeaux, Le port, en relation avec toute l'Europe occidentale, des Flandres à l'Espagne, exporte céréales, vin et pastel et participe aux grandes aventures maritimes du temps en armant des morutiers pour Terre-Neuve (P18)
33. ↑  Histoire de Bordeaux, La ville, en raison de sa proximité avec les salines d'Aunis et de Saintonge, était exemptée de cet impôt sur sel, très impopulaire car fort lourd sur le budgets (P77)
34. ↑  Histoire de Bordeaux, En août 1548, l'introduction de la gabelle déclenche plusieurs jours d'émeute à Bordeaux. (P77)
35. ↑  Pierre Miquel. . Club France Loisirs. 1980. ISBN 2-7242-0785-8 （法语）.
36. ↑  Histoire de Bordeaux, en 1584, maire de Bordeaux, approuve le projet de construction du phare de Cordouan, à l'embouchure de la Gironde (…)l'inauguration du phare (1612) (P81)
37. ↑  Jean Dumont de Carlscroon. . La Haye, chez François L'Honoré et Etienne Foulque. 1699  [2019-09-01]. （原始内容存档于2015-09-23） （法语）.
38. ↑  Histoire de Bordeaux, Dès les dernières années du XVIIe siècle commence un trafic "juteux" vers les îles…  (P92)
39. ↑  Éric Saugera. . Karthala. 2002: 382p. ISBN 978-2865375844 （法语）.
40. ↑  Le Nouveau Viographie de Bordeaux, Certe, la richesse du XVIIIe siècle a permit de spectaculaires transformations (P11)
41. ↑  Louis Blanc. . Furne et Cie. 1866: 389-454 （法语）.
42. ↑  Le Nouveau Viographie de Bordeaux, … les immenses terrains sur lesquels s'est construits le quartier des Quinconces … désormais l'unité de la trame urbaine en reliant la cité et les faubourgs… (P11)
43. ↑  Jacques Sargos. . Horizon chimérique. 2009: 368-369. ISBN 978-2-907202-68-8 （法语）.
44. ↑  Jacques Sargos. . Points. Histoire / Nouvelle histoire de la France contemporaine, no 8. Éditions du Seuil. 2008: 328p. ISBN 978-2-907202-68-8 （法语）.
45. ↑  bordeaux.fr. . bordeaux.fr. 2018-06-21  [2019-09-01]. （原始内容存档于2019-08-28） （法语）. Le Parc Lescure inauguré en 1924 est devenu en 2001 le stade Chaban-Delmas, en hommage à l'ancien maire de Bordeaux.
46. ↑  sudouest.fr. . sudouest.fr. 2018-11-23  [2019-09-01]. （原始内容存档于2021-01-15） （法语）.
47. ↑  Pierre Bayard. . Les Éditions de Minuit. 2013: 176p. ISBN 9782707322777 （法语）.
48. ↑  musee-aquitaine-bordeaux.fr. . musee-aquitaine-bordeaux.fr. 2014-08-28  [2019-09-01]. （原始内容存档于2018-05-22） （法语）.
49. ↑  legifrance.gouv.fr. . legifrance.gouv.fr. 2016-09-29  [2019-09-01]. （原始内容存档于2021-10-09） （法语）.
50. ↑  François-Xavier Point. . Éditions Sud-Ouest. 1998: 128p. ISBN 2879012902 （法语）.
51. ↑  Paul Pélissier. . Revue géographique des Pyrénées et du Sud-Ouest. 1950: P221-223  [2019-09-01]. （原始内容存档于2018-06-03） （法语）.
52. ↑  Mario Graneri-Clavé. . Édition Loubatières. 2006: P360. ISBN 2-86266-478-2 （法语）.
53. ↑  Christophe Dabitch. . Sud-Ouest. 2004: 64p. ISBN 978-2879015538 （法语）.
54. ↑  Christophe Puvilland. . Elkar. 2008: 240p. ISBN 978-2-35250-059-9 （法语）.
55. ↑  Gererès Jean-Baptiste. . Derache. 1864: 276p  [2019-09-01]. （原始内容存档于2021-08-16） （法语）.

地理类
1. ↑  INSEE. . insee.fr.   [2019-09-01]. （原始内容存档于2019-06-23） （法语）.
2. ↑  汉语网. . 汉语网.   [2019-09-01]. （原始内容存档于2018-08-26） （中文）. 被山或高地围绕着的平地
3. ↑  BRGM. . brgm.fr.   [2019-09-01]. （原始内容存档于2017-04-23） （法语）.
4. ↑  Chanson, H., Lubin, P., Simon, B., and Reungoat, D. . School of Civil Engineering, The University of Queensland. 2010: 97p  [2019-09-01]. ISBN 978-1-74272-010-4. （原始内容存档于2019-03-21） （英语）.
5. ↑  arbres.bordeaux.fr. . arbres.bordeaux.fr.   [2019-09-01]. （原始内容存档于2018-12-09） （法语）.
6. ↑  infoclimat.fr. . infoclimat.fr.   [2019-09-01]. （原始内容存档于2021-11-05） （法语）.
7. ↑  insee.fr. . insee.fr.   [2019-09-01]. （原始内容存档于2019-05-02） （法语）.
8. ↑  sig.ville.gouv.fr. . sig.ville.gouv.fr.   [2019-09-01]. （原始内容存档于2021-07-02） （法语）.
9. ↑  transgironde.fr. . transgironde.fr.   [2019-09-01]. （原始内容存档于2021-01-15） （法语）.
10. ↑  Jean-Claude BOYER, Laurent CARROUÉ, Jacques GRAS, Anne LE FUR, Solange MONTANGNÉ-VILLETTE. . Paris: Armand Collin. 2009: 368p. ISBN 978-2-200-35573-9 （法语）. Chapitre 02 Aquitaine - Forte empreinte de l'industrie (P30)

社科类
1. ↑  Bosredon, Mickaël.  [波尔多：城市公共社区已经死亡，波尔多都会区万岁]. 20 Minutes (Bordeaux). 2015-01-04  [2019-09-01]. （原始内容存档于2015-12-15） （法语）.
2. ↑  Renard-Gourdon, Florence.  [圣埃米利永庆祝其被列入世界遗产20周年]. Les Echos (Bordeaux). 2019-04-10  [2019-09-01]. （原始内容存档于2019-04-11） （法语）.
3. ↑  Assemblée Nationale. . books.google.com.do. 1790-02-06  [2019-09-01]. （原始内容存档于2018-12-17） （法语）.
4. ↑  francebleu.fr. . francebleu.fr. 2017-07-01  [2019-09-01]. （原始内容存档于2018-10-20） （法语）.
5. ↑  legifrance.gouv.fr. . legifrance.gouv.fr. 2014-02-20  [2019-09-01]. （原始内容存档于2018-12-11） （法语）.
6. ↑  bordeaux.fr. . bordeaux.fr.   [2019-09-01]. （原始内容存档于2019-08-01） （法语）.
7. ↑  Schertzinger, Morgane.  [马克龙法令：波尔多－里昂长途客车线路获得了令人满意的上座率]. FranceBleu (Périgueux). 2016-03-13  [2019-09-01]. （原始内容存档于2016-04-07） （法语）.
8. ↑  Favennec, Oanna.  [波尔多停车：最贵的停车场在哪里？]. FranceBleu (Bordeaux). 2017-09-18  [2019-09-01]. （原始内容存档于2021-08-16） （法语）.
9. ↑  bordeaux.fr. . bordeaux.fr.   [2019-09-01]. （原始内容存档于2021-05-09） （法语）.
10. ↑  ter.sncf.com. . ter.sncf.com.   [2019-09-01]. （原始内容存档于2021-08-16） （法语）.
11. ↑  gares-sncf.com. . gares-sncf.com.   [2019-09-01]. （原始内容存档于2019-05-25） （法语）.
12. ↑  ressources.data.sncf.com. . ressources.data.sncf.com.   [2019-09-01]. （原始内容存档于2021-10-09） （法语）.
13. ↑  bordeaux.aeroport.fr. . bordeaux.aeroport.fr.   [2019-09-01]. （原始内容存档于2019-04-07） （法语）. Plus de 100 destinations au départ de Bordeaux !
14. ↑  bordeaux.aeroport.fr. . bordeaux.aeroport.fr.   [2019-09-04]. （原始内容存档于2021-04-14） （法语）. Une croissance de 9,3 % en 2018 pour 6,8 millions de passagers, 132 lignes directes et 31 compagnies aériennes présentes sur la plateforme : l'Aéroport de Bordeaux n'a de cesse d'afficher une remarquable progression depuis 2009.
15. ↑  keolis.com. . keolis.com.   [2019-09-01]. （原始内容存档于2019-04-22） （法语）. Exploité depuis 2009 par Keolis, TBM, le réseau de la métropole bordelaise, connaît un succès croissant.
16. ↑  TBM. . infotbm.com.   [2020-04-15]. （原始内容存档于2021-04-14） （法语）.
17. ↑   [凯奥雷斯-波尔多大都会2017年运营总结]: P101. 2018-02-28 （法语）.
18. ↑  MK.  [波尔多：有轨电车D线开始进行车辆试验]. FranceTV Info (Bordeaux). 2019-08-12  [2019-09-01]. （原始内容存档于2019-08-12） （法语）. La mise en circulation définitive sur ce tronçon est quant à elle annoncée pour décembre 2019
19. ↑  Ministère de l'Intérieur. . elections.interieur.gouv.fr.   [2020-03-08]. （原始内容存档于2020-03-03） （法语）.
20. ↑  Ministère de l'Intérieur. . elections.interieur.gouv.fr.   [2020-05-31]. （原始内容存档于2020-07-30） （法语）.
21. ↑  sudouest.fr. . sudouest.fr. 2020-06-29  [2020-06-29]. （原始内容存档于2021-03-07） （法语）.
22. ↑  annuaire-mairie.fr. . annuaire-mairie.fr.   [2019-09-01]. （原始内容存档于2019-03-23） （法语）. Le maire de Bordeaux se nomme Monsieur Nicolas FLORIAN.
23. ↑  Ministère de l'Intérieur (编). . interieur.gouv.fr. 2019-05-26  [2021-03-03]. （原始内容存档于2021-04-14） （法语）.
24. ↑  Le Monde. . Le Monde.   [2019-09-01]. （原始内容存档于2019-07-01） （法语）.
25. ↑  Ministère de l'Intérieur (编). . interieur.gouv.fr.   [2021-03-03]. （原始内容存档于2021-04-14） （法语）.
26. ↑  insee. . insee.   [2019-09-01]. （原始内容存档于2021-12-20） （法语）.
27. ↑  . linternaute.   [2019-09-01]. （原始内容存档于2019-08-31） （法语）.
28. ↑  Cassini. . cassini.ehess.fr.   [2021-04-27]. （原始内容存档于2021-12-20） （法语）.
29. ↑  insee.fr. . insee.fr.   [2021-04-27]. （原始内容存档于2021-05-01） （法语）.
30. ↑  Commune de Bordeaux (33063) - commune actuelle（法文）
31. ↑  bordeaux.fr. . bordeaux.fr.   [2019-09-01]. （原始内容存档于2021-08-16） （法语）.
32. ↑  Manageo (编). . manageo.fr.   [2021-04-27]. （原始内容存档于2021-11-22） （法语）.
33. ↑  Le Figaro (编). . entreprises.lefigaro.fr.   [2021-04-27]. （原始内容存档于2021-12-20） （法语）.
34. ↑  gironde.chambre-agriculture.fr. . gironde.chambre-agriculture.fr.   [2019-09-01]. （原始内容存档于2019-08-31） （法语）.
35. ↑  oenologie.fr. . oenologie.fr.   [2019-09-01]. （原始内容存档于2018-12-25） （法语）.
36. ↑  bordeauxgironde.cci.fr. . bordeauxgironde.cci.fr.   [2019-09-01]. （原始内容存档于2019-08-31） （法语）.
37. ↑  industrie.usinenouvelle.com. . industrie.usinenouvelle.com.   [2019-09-01]. （原始内容存档于2019-08-31） （法语）.
38. ↑  bordeaux-tourisme.com. . bordeaux-tourisme.com.   [2019-09-01]. （原始内容存档于2019-08-31） （法语）.
39. ↑  JDN. . JDN.   [2019-09-01]. （原始内容存档于2019-08-31） （法语）.
40. ↑  JDN. . journaldunet.com.   [2019-09-01]. （原始内容存档于2018-12-11） （法语）.
41. ↑  Ministère de la Cohésion des territoires et des Relations avec les collectivités territoriales (编). . cohesion-territoires.gouv.fr.   [2021-04-27]. （原始内容存档于2021-10-09） （法语）.
42. ↑  JDN. . journaldunet.com.   [2021-04-27]. （原始内容存档于2018-12-19） （法语）.
43. ↑  ville-data.com. . ville-data.com.   [2019-09-01]. （原始内容存档于2019-08-31） （法语）.
44. ↑  JDN. . journaldunet.com.   [2021-04-27]. （原始内容存档于2019-08-31） （法语）.
45. ↑  JDF. . JDF.   [2019-09-01]. （原始内容存档于2021-09-04） （法语）.
46. ↑  . linternaute.   [2019-09-01]. （原始内容存档于2018-08-26） （法语）.
47. ↑  ville-data.com. . ville-data.com.   [2019-11-23]. （原始内容存档于2021-04-10） （法语）. Le Collège Sainte-Marie Grand Lebrun est Classé 19ème sur 8 732 établissements au niveau des résultats du Brevet des collèges. Avec l'an dernier un taux de réussite de 98% sur 246 candidats au brevet dont 97% de réussite avec mention.
48. ↑  ville-data.com. . ville-data.com.   [2019-11-23]. （原始内容存档于2021-04-10） （法语）. Classé 123ème sur 2295 lycées au niveau national. Le lycée Privé LYCEE STE MARIE GRAND LEBRUN de BORDEAUX a présenté un effectif total de 203 élèves au bac l'an dernier son taux de réussite au bac, toutes séries confondues est de 100 %
49. ↑  ville-data.com. . ville-data.com. 2019-07-29  [2019-09-01]. （原始内容存档于2021-11-05） （法语）. Il y a 23 collèges dans la ville de Bordeaux et 23 lycées. Le nombre total de lycéens et de collégiens est de 29 589 enfants scolarisés.
50. ↑  u-bordeaux.fr. . u-bordeaux.fr.   [2019-09-01]. （原始内容存档于2019-08-27） （法语）.
51. ↑  chu-bordeaux.fr. . chu-bordeaux.fr.   [2019-09-01]. （原始内容存档于2018-09-09） （法语）.
52. ↑  Bordeaux Métropole. . bordeaux-metropole.fr.   [2020-04-15]. （原始内容存档于2021-04-16） （法语）.
53. ↑  . linternaute.   [2019-09-01]. （原始内容存档于2018-08-27） （法语）.
54. ↑  bordeaux-metropole.fr. . bordeaux-metropole.fr. 2019-07-12  [2019-09-01]. （原始内容存档于2021-08-16） （法语）.
55. ↑  bordeaux.fr. . bordeaux.fr.   [2019-09-01]. （原始内容存档于2018-12-19） （法语）.
56. ↑  matmut-atlantique.com. . matmut-atlantique.com.   [2019-09-01]. （原始内容存档于2019-07-30） （法语）.
57. ↑  bordeaux-metropole.fr. . bordeaux-metropole.fr.   [2019-09-01]. （原始内容存档于2019-06-03） （法语）. 17 centres de recyclages (déchetteries) sont à disposition des particuliers sur le territoire de la métropole
58. ↑  services.eaufrance.fr. . services.eaufrance.fr.   [2019-09-01]. （原始内容存档于2021-11-01） （法语）.
59. ↑  bordeauxmetropole.fr. . bordeauxmetropole.fr.   [2019-09-01]. （原始内容存档于2019-06-02） （法语）. 6 structures gestionnaires de l'eau potable
60. ↑  . linternaute.com.   [2019-09-01]. （原始内容存档于2019-08-31） （法语）. Bordeaux possède 41 sites pollués sur son territoire
61. ↑  demarchesadministratives.fr. . demarchesadministratives.fr.   [2019-09-01]. （原始内容存档于2021-11-01） （法语）.
62. ↑  demarchesadministratives.fr. . demarchesadministratives.fr.   [2019-08-01]. （原始内容存档于2021-08-16） （法语）.
63. ↑  bordeaux.fr. . bordeaux.fr.   [2019-09-01]. （原始内容存档于2021-11-01） （法语）.
64. ↑  . linternaute.com.   [2019-09-01]. （原始内容存档于2019-08-31） （法语）.
65. ↑  bordeaux.com. . bordeaux.com.   [2019-09-01]. （原始内容存档于2019-04-24） （法语）.
66. ↑  vinexpo.com. . vinexpo.com.   [2019-09-01]. （原始内容存档于2018-12-16） （法语）.
67. ↑  allocine.fr. . allocine.fr.   [2019-09-01]. （原始内容存档于2021-08-16） （法语）.
68. ↑  bordeaux.fr. . bordeaux.fr.   [2019-09-01]. （原始内容存档于2019-03-28） （法语）.
69. ↑  consulats-bordeaux.org. . consulats-bordeaux.org.   [2019-09-01]. （原始内容存档于2018-10-12） （法语）.
70. ↑  consulat-burkina-bordeaux.com. . consulat-burkina-bordeaux.com.   [2019-09-01]. （原始内容存档于2018-12-30） （法语）.
71. ↑  france.diplomatie.belgium.be. . france.diplomatie.belgium.be.   [2019-09-01]. （原始内容存档于2018-07-19） （法语）.
72. ↑  fr.usembassy.gov. . fr.usembassy.gov.   [2019-09-01]. （原始内容存档于2019-07-09） （法语）.

文化类
1. ↑  whc.unesco.org. . whc.unesco.org.   [2019-09-01]. （原始内容存档于2015-05-23） （法语）.
2. ↑  dico-du-vin.com. . dico-du-vin.com. 2011-04-30  [2019-09-01]. （原始内容存档于2017-08-08） （法语）.
3. ↑  Develey, Alice.  [波尔多，这个名字是怎么来的？]. Le Figaro (Bordeaux). 2017-04-26  [2019-09-01]. （原始内容存档于2018-09-11） （法语）. «bordèu» (en occitan gascon)
4. ↑  Dictionnaire amoureux de Bordeaux, Je ne rappellerai pas ici toutes les controverses que le projet souleva: trop cher pour une agglomération peu dense, difficile à creuser dans un sol fragile, inapte à desservir les hauteurs des coteaux sur le rive droite
5. ↑  rue89bordeaux.com. . rue89bordeaux.com.   [2019-09-01]. （原始内容存档于2019-03-07） （法语）.
6. ↑  bordeaux-inp.fr. . bordeaux-inp.fr.   [2019-09-01]. （原始内容存档于2019-08-31） （法语）.
7. ↑  ac-bordeaux.fr. . ac-bordeaux.fr.   [2019-09-01]. （原始内容存档于2019-02-20） （法语）.
8. ↑  etudiant.lefigaro.fr. . etudiant.lefigaro.fr. 2016-05-04  [2019-09-01]. （原始内容存档于2019-05-06） （法语）.
9. ↑  idref.fr. . idref.fr.   [2019-09-01]. （原始内容存档于2019-09-01） （法语）.
10. ↑  u-bordeaux.fr. . u-bordeaux.fr.   [2019-09-01]. （原始内容存档于2019-06-08） （法语）.
11. ↑  Darfay, Catherine.  [大学：波尔多第三大学选择“蒙田”作为校名]. sudouest.fr (Bordeaux). 2014-03-12  [2019-09-01]. （原始内容存档于2019-09-01） （法语）.
12. ↑  enscbp.bordeaux-inp.fr. . enscbp.bordeaux-inp.fr.   [2019-09-01]. （原始内容存档于2019-09-01） （法语）. 1891. Création de l’Ecole de Chimie Appliquée à l’Industrie et à l’Agriculture, annexée à la Faculté des Sciences de Bordeaux, localisée dans l’actuel Musée d’Aquitaine
13. ↑  girondins.com. . girondins.com.   [2019-09-01]. （原始内容存档于2019-03-30） （法语）.
14. ↑  girondins.com. . girondins.com.   [2019-09-01]. （原始内容存档于2019-07-31） （法语）.
15. ↑  stade-bordelais-football.com. . stade-bordelais-football.com.   [2019-09-01]. （原始内容存档于2019-08-19） （法语）.
16. ↑  ubbrugby.com. . ubbrugby.com.   [2019-09-01]. （原始内容存档于2019-07-01） （法语）.
17. ↑  bordeaux.fr. . bordeaux.fr.   [2019-09-01]. （原始内容存档于2019-04-04） （法语）.
18. ↑  bordeaux-tourism.cn. . bordeaux-tourism.cn.   [2019-09-01]. （原始内容存档于2017-10-15） （中文）.
19. ↑  laciteduvin.com. . laciteduvin.com.   [2019-09-01]. （原始内容存档于2019-08-31） （法语）.
20. ↑  voyages.michelin.fr. . voyages.michelin.fr.   [2019-09-01]. （原始内容存档于2019-07-23） （法语）.
21. ↑  bordeaux.fr. . bordeaux.fr.   [2019-09-01]. （原始内容存档于2019-04-03） （法语）.
22. ↑  france3-regions.francetvinfo.fr. . france3-regions.francetvinfo.fr.   [2019-09-01]. （原始内容存档于2019-08-29） （法语）.
23. ↑  tv7.com. . tv7.com.   [2019-09-01]. （原始内容存档于2019-03-23） （法语）.
24. ↑  mediatheques.bordeaux-metropole.fr. . mediatheques.bordeaux-metropole.fr.   [2019-09-01]. （原始内容存档于2017-11-06） （法语）.
25. ↑  Marie-Claude Julié. . Les Dossiers d'Aquitaine. 2008: 523p. ISBN 2846221715 （法语）.
26. ↑  mariefrance.fr. . mariefrance.fr.   [2019-09-01]. （原始内容存档于2018-10-03） （法语）.
27. ↑  mariefrance.fr. . mariefrance.fr.   [2019-09-01]. （原始内容存档于2018-10-03） （法语）.
28. ↑  mariefrance.fr. . mariefrance.fr.   [2019-09-01]. （原始内容存档于2018-10-03） （法语）.
29. ↑  mariefrance.fr. . mariefrance.fr.   [2019-09-01]. （原始内容存档于2018-10-03） （法语）.
30. ↑  restaurant.michelin.fr. . restaurant.michelin.fr.   [2019-09-01] （法语）. 12 Restaurants trouvés
31. ↑  franceagrimer.fr.  (PDF). franceagrimer.fr.   [2019-09-01]. （原始内容 (PDF)存档于2016-03-03） （法语）.
32. ↑  Jean-Claude Rivière. . Paris: L'Information Grammaticale. 1982: P14-18  [2019-09-01]. （原始内容存档于2018-06-03） （法语）.
33. ↑  haillan-genealogie.org. . haillan-genealogie.org.   [2019-09-01]. （原始内容存档于2018-11-18） （法语）.
34. ↑  Guy Suire. . Mollat. 2011. ISBN 9782358770033 （法语）.

### 综合性资料
1. 1 2 3  communes.com. . communes.com.   [2019-09-01]. （原始内容存档于2021-10-20） （法语）.
2. 1 2 3 4  cartesfrance.fr. . cartesfrance.fr.   [2019-09-01]. （原始内容存档于2019-04-17） （法语）.
3. 1 2 3  Dany Barraud et Charles Sireix. . Simulacra Romae II. : 10 （法语）.
4. 1 2 3  monumerique.aquitaine.fr. . monumerique.aquitaine.fr. 2012-06-04  [2019-09-01]. （原始内容存档于2015-03-25） （法语）. frappée par les invasions barbares de 276 (la ville est pillée et incendiée)
5. 1 2 3 4 5  Michel Rouche. . École des Hautes Études en Sciences Sociales. 1979. ISBN 978-2-7132-0685-6 （法语）.
6. 1 2  oc.land.free.fr. . oc.land.free.fr.   [2019-09-01]. （原始内容存档于2019-08-26） （法语）.
7. 1 2  Jean Flori. . Payot. 2004: 543p  [2019-09-01]. ISBN 2-228-89829-5. （原始内容存档于2019-04-24） （法语）.
8. 1 2  memoire-esclavage-bordeaux.fr. . memoire-esclavage-bordeaux.fr.   [2019-09-01]. （原始内容存档于2019-08-26） （法语）.
9. 1 2 3  jf-doucet.com. . jf-doucet.com.   [2019-09-01]. （原始内容存档于2016-03-01） （法语）.
10. 1 2  retronews.fr. . retronews.fr. 2018-06-21  [2019-09-01]. （原始内容存档于2021-11-05） （法语）.
11. 1 2  gouvernement.fr. . gouvernement.fr.   [2019-09-01]. （原始内容存档于2019-07-06） （法语）. Jacques Chaban-Delmas (Jacques Delmas, dit), très impliqué dans la Résistance, s'ancre à Bordeaux dont il fut le maire pendant quarante-huit ans. Durant seize ans président de l’Assemblée nationale, Premier ministre du président Georges Pompidou de 1969 à 1972
12. 1 2 3 4 5 6 7 8 9 10 11 12  Géoportail. . Géoportail.   [2019-09-01]. （原始内容存档于2017-01-29） （法语）.
13. 1 2 3  . linternaute.   [2019-09-01]. （原始内容存档于2019-06-19） （法语）.
14. 1 2  legifrance.gouv.fr. . legifrance.gouv.fr. 1973-07-13  [2019-09-01]. （原始内容存档于2018-12-11） （法语）.
15. 1 2  bordeaux.fr. . bordeaux.fr.   [2019-09-01]. （原始内容存档于2019-03-31） （法语）. 8 quartiers, 8 maires-adjoints et 8 mairies de quartier : cliquez sur votre zone d'habitation sur la carte pour découvrir une multitude d'informations de proximité.
16. ↑  insee.fr. . insee.fr.   [2021-03-03]. （原始内容存档于2020-11-10） （法语）.
17. ↑  insee.fr. . insee.fr.   [2021-03-03]. （原始内容存档于2021-04-14） （法语）.
18. 1 2  . linternaute.   [2019-09-01]. （原始内容存档于2018-08-26） （法语）.
19. 1 2  draaf.nouvelle-aquitaine.agriculture.gouv.fr. . draaf.nouvelle-aquitaine.agriculture.gouv.fr.   [2019-09-01]. （原始内容存档于2019-08-31） （法语）.
20. 1 2 3 4  . linternaute.   [2019-09-01]. （原始内容存档于2018-03-16） （法语）.
21. ↑  . linternaute.   [2019-09-01]. （原始内容存档于2018-12-01） （法语）.
22. 1 2 3  . linternaute.   [2019-09-01]. （原始内容存档于2018-08-27） （法语）.
23. 1 2 3 4 5  . linternaute.com.   [2019-08-01]. （原始内容存档于2016-03-21） （法语）.